# Chris Evert
Ne pas confondre avec Jeanne Evert, sa sœur cadette également joueuse de tennis.
Pour les articles homonymes, voir Evert.
Christine Marie Evert, plus connue sous le nom de Chris Evert, est une joueuse de tennis américaine née le 21 décembre 1954 à Fort Lauderdale, en Floride.
Considérée comme l'une des plus grandes joueuses de l'histoire, elle a remporté 157 titres, en simple dames, dont 18 titres du Grand Chelem et 4 Masters. Elle est recordwoman en nombres de titres à Roland-Garros (7 victoires), et à l'US Open, en ère open, avec 6 victoires (à égalité avec Serena Williams).
Son pourcentage de victoires : 90,05 % (1 309-145) est le plus élevé de l'histoire du tennis, hommes et femmes confondus. Son pourcentage sur terre battue : 94,05 % (316-20), ses dix victoires en Grand Chelem sur terre (sept titres à Roland-Garros, trois titres à l'US Open sur terre battue verte), ainsi que ses 125 victoires consécutives sur cette surface entre 1973 et 1979 en font l'une des plus grandes joueuses sur terre battue de tous les temps.
Chris Evert est la première joueuse à dépasser les 1 000 victoires en individuel, pendant les Internationaux d'Australie en 1984, et à se classer numéro un mondiale à cinq reprises (1975 à 1977, 1980 et 1981). Pionnière en matière de revers à deux mains, et précurseure du tennis féminin moderne, elle a établi plusieurs records majeurs, notamment en 1974, en remportant 54 matchs de rang (record battu par Martina Navrátilová dix ans plus tard), en s'octroyant au minimum un tournoi du Grand Chelem chaque année pendant 13 années consécutives (de 1974 à 1986), et en atteignant au minimum 52 demi-finales de tournois du Grand Chelem sur 56 participations.
Ses 157 titres en simple (154 WTA), dont 18 en Grand Chelem, en font la troisième joueuse de tennis la plus titrée de tous les temps, derrière son éternelle rivale Martina Navrátilová (177) et Margaret Smith Court (191).
Élue Athlète féminine de l'année par Associated Press à quatre reprises, elle reçoit le titre de Sportive de l'année du magazine Sports Illustrated en 1976. En 1995, elle est élue à l'unanimité pour son entrée au International Tennis Hall of Fame. En 2005, les journalistes américains de Tennis Magazine l'ont placée au 4e rang des « quarante plus grands champions de tennis de ces quarante dernières années », derrière Steffi Graf et devant Björn Borg.

## Biographie
Chris Evert est née le 21 décembre 1954, à Fort Lauderdale, en Floride. Issue d'une famille de cinq enfants, sa sœur Jeanne Evert a été professionnelle dans les années 1970.
Son père, Jimmy Evert, ancien joueur de tennis universitaire, l'encourage très tôt dans ce sport. Sous sa tutelle, elle atteint le premier rang national des moins de 14 ans. Après une saison 1971 spectaculaire qui la voit remporter 46 matchs d'affilée, elle fait son entrée sur le circuit professionnel féminin le 21 décembre 1972.

### Style de jeu
De taille moyenne (1,68 m), bien proportionnée mais sans muscles saillants comme une athlète, elle s'installe au fond du court , avec une régularité de métronome, des balles longues qui frisent les lignes. Alors que les filles qui jouent service-volée gagnent la plupart de leur point en 3-4 coups de raquette, la longueur et la régularité du jeu de Chris Evert les bloque au fond du court, domaine dans lequel elles sont fragiles. Elles se voient en effet obligées d'attaquer la moindre balle courte qui peut arriver seulement au bout du dixième échange. Si elles sont toujours là, elles doivent monter au filet, mais s'exposent alors à des passings-shots et lobs très précis.
Sa technique est le fruit d'un enseignement qui a commencé à l'âge de six ans avec son professeur de père qui lui apprend à jouer le plus long possible pour briser le jeu de ses adversaires. Son tennis est basé sur la régularité et la précision de ses coups de fond de court. Elle cherche à s'appuyer sur les faiblesses adverses, qu'elle parvient à mettre en évidence grâce à sa lucidité et à ses qualités nerveuses.
Il ressort de la gamme de ses coups : un revers à deux mains (à plat ou légèrement recouvert), un lob très précis, une amortie bien masquée, une volée bien préparée quand elle monte au filet. Chris Evert ne lifte que très rarement tant son contrôle de la balle est important.
Elle est peu appréciée à ses débuts, mais le public la soutiendra outrageusement (surtout aux États-Unis) dans ses combats légendaires contre Martina Navrátilová, qui choque l'Amérique puritaine des années Reagan en affichant ses muscles et son homosexualité.

### Vie privée
Elle a eu une romance avec Jimmy Connors, contribuant à sa célébrité naissante, ainsi qu'avec l'acteur Burt Reynolds.
En 1979, elle se marie avec le joueur de tennis britannique John Lloyd dont elle divorce en 1987 pour se marier en 1988 avec l'ancien skieur olympique Andy Mill avec qui elle a eu 3 garçons. Divorcée à nouveau en 2007, elle épouse en juin 2008 le golfeur australien Greg Norman mais ils divorcent l'année suivante.
En janvier 2022, Chris Evert révèle être atteinte d'un cancer des ovaires. Sa sœur cadette Jeanne, également atteinte de la même maladie et décédée en février 2020, est « une source d'inspiration pour aider à surmonter cette épreuve », selon elle.

## Carrière
De janvier à septembre 1971 et bien que rencontrant des séniors, elle accumule les victoires : 46 consécutives, ce qui révèle sa précocité. Elle atteint ses premières demi-finales en Grand Chelem (US Open 1971) alors qu'elle n'est pas tout à fait professionnelle, la première de ses 52 (record absolu) demi-finales dans les tournois majeurs.
Un an plus tard, elle connaît sa première demi-finale à Wimbledon où elle défie Evonne Goolagong. Leur style et leur tempérament sont diamétralement opposés. L'aînée l'emporte finalement. En 1973, elle est finaliste à Roland-Garros et à Wimbledon. Elle rencontre pour la première fois une jeune joueuse, une Tchécoslovaque de deux ans sa cadette, Martina Navrátilová. Chris l'emporte en deux sets.
L'année suivante, elle réussit le doublé Roland-Garros-Wimbledon (terre battue-gazon). Mais Billie Jean King remporte encore l'US Open et elle est considérée par les journalistes comme la première joueuse mondiale. Chris se rapproche cependant du trône puisqu'elle gagne 16 tournois dans l'année.
En 1975, elle réédite sa victoire à Roland-Garros et sort vainqueur à l'US Open. Le 3 novembre, elle devient officiellement numéro 1 mondiale au classement informatisé (elle le sera encore en 1985). Elle a déjà gagné beaucoup d'argent. Ce qui ne l'empêche pas, l'année suivante, après ses victoires à Wimbledon et Forest Hill, et de prendre la relève de Billie Jean King pour réclamer la revalorisation des prix féminins. Chris est battue pour la première fois par Martina Navrátilová en quart de finale à Los Angeles. Mais, elle a sa revanche à (finale Roland-Garros 1975 et en 1/2 finale US Open 1975). Elle remporte 16 tournois et 94 matchs pour 6 défaites.
Lors des années 76 et 77, Chris Evert lâche la concurrence. Elle remporte Wimbledon et l'US Open et inscrit son nom à 12 tournois pour seulement 5 défaites. Elle bat Martina Navrátilová en demi-finale de Wimbledon et devient numéro 1 en fin d'année, Evonne Goolagong no 2 et Martina Navrátilová no 3. Quand elle remporte l'US Open pour la 3e fois consécutive en 1977, elle en est à sa 513e victoire professionnelle : elle n'a pas encore 23 ans et elle gagne plus d'argent que Björn Borg, preuve du succès grandissant du circuit féminin, du moins aux États-Unis. Elle est néanmoins battue à Wimbledon par Virginia Wade qui réussit à garder la balle dans le court. Elle gagne 11 tournois dans l'année, soit 70 matchs pour 4 défaites. Un moment fiancée à Jimmy Connors, elle se jette dans les bras du fils du président des États-Unis (Gerald Ford), puis dans ceux de Burt Reynolds avant d'épouser en avril 1979 le joueur de tennis britannique John Lloyd (qui va dès lors sombrer au classement).
En 1978, Chris Evert est battue pour la première fois dans un Grand Chelem par Martina Navrátilová à Wimbledon. Le lendemain, elle perd sa place de numéro 1. Elle gagne néanmoins pour la 4e année consécutive l'US Open (record du tournoi) et le Masters contre Navrátilová. Cette victoire est décisive pour l'octroi de cette nouvelle distinction honorifique qu'est le titre de championne du monde. Martina Navrátilová finit l'année au premier rang mais Chris Evert est sacrée championne du monde. Elle gagne 7 titres, 56 matchs pour 3 défaites. L'année suivante, après 125 victoires consécutives sur terre battue, Tracy Austin (16 ans) la bat en demi-finale de Rome. Elle met fin à 2096 jours de domination de Chris Evert sur terre battue. Ce qui représente 24 tournois gagnés de rang depuis 1973 et 37 matchs remportés à la suite sans perdre un set entre 1975 et la Coupe de la Fédération en 1979. Elle constitue une autre série de 64 victoires, série interrompue par Hana Mandlíková en 1/2 finale de Roland-Garros en 1981. Ce qui lui fait donc un total de 191 matchs sur terre battue depuis 1973, et seulement 2 défaites. Après sa victoire à Roland-Garros, Chris Evert (désormais appelée Evert-Lloyd ou uniquement Mrs Lloyd à Wimbledon) est battue dans les finales de Wimbledon par Navrátilová (comme en 1978) et l'US Open par Tracy Austin qui l'empêche ainsi de remporter son 5e titre consécutif à New York.
En 1980, Tracy Austin lui inflige 3 défaites écrasantes (6-3, 6-1 ; 6-3, 6-0 ; 6-2, 6-1) et devient numéro 1 mondiale à 17 ans (record de l'époque). Chris rétrograde même pour la première fois au 3e rang. Evert se retire quelques semaines. On la croit perdue, elle revient pourtant. À Rome, elle remporte le titre en perdant 3 sets en 4 rencontres. À Paris, elle gagne pour la 4e fois, mais sans convaincre, le tournoi étant déserté par les meilleures qui se consacrent à Wimbledon. Il faut dire que les prix accordés aux joueuses à Roland-Garros sont faibles et que le public n'hésite pas à siffler une partie féminine qui lui déplaît. Depuis sa première participation au tournoi, en 1973, elle n'a connu, jusque-là, qu'une fois la défaite, en finale 1973, face à l'Australienne Margaret Smith Court. À Wimbledon, après avoir pris sa revanche sur Navrátilová en demi-finale, qui l'avait battue les deux années précédentes, c'est la doyenne Evonne Goolagong qui la contraint à s'incliner. En dehors de Navratilova, Evonne Goolagong est d'ailleurs la seule joueuse à avoir battu Chris Evert plus de dix fois dans toute sa carrière (13 victoires contre 26 pour Evert). Mais c'est l'US Open qui va prouver qu'Evert n'est pas finie. Chris n'est que la 3e tête de série du tournoi, derrière Martina et Tracy. Le tirage au sort lui a fixé sa jeune compatriote en demi-finale. Peu imaginent une victoire de l'ancienne reine contre la nouvelle car Austin a remporté leurs cinq dernières confrontations dont la finale de l'US Open en 1979. Leur jeu est similaire : même revers à deux mains à plat, même régularité effrayante qui peut les mener à dépasser les 45 coups de raquette dans un échange, même solidité technique et mentale. Mais Tracy, de 8 ans sa cadette possède dans sa raquette des accélérations décisives. Chris perd le premier set (6/4), bien que jouant parfaitement, mais elle s'impose finalement en donnant une leçon tactique exceptionnelle à son adversaire. C'est une renaissance pour Chris, tant Austin la faisait douter. En finale, elle sort la toute jeune Hana Mandlíková qui avait écarté Navrátilová en huitième de finale. Le public fait un triomphe à Evert (les Américains adorent les histoires de reconquête) qui gagne pour la 5e fois son tournoi fétiche. Chris Evert-Lloyd reprend son trône et devient une nouvelle fois championne du monde. Elle a gagné 8 titres (7 défaites).
En 1981, Chris Evert-Lloyd inflige 6-0, 6-0 en finale d'Amelia Island à Navrátilová. Pourtant, Mandlíková la domine nettement en demi-finale à Roland-Garros, alors qu'Evert restait sur 6 titres consécutifs depuis le début de l'année. C'est la première fois qu'elle n'atteint pas la finale de ce tournoi. Elle prend une revanche à Wimbledon, en remportant, à nouveau, après 3 finales perdues consécutives, le titre londonien. C'est son 3e et dernier titre à Wimbledon. À l'US Open, après une nouvelle victoire sur Mandlíková, c'est Navrátilová qui la sort au stade des demi-finales. Evert retourne à l'Open d'Australie, tournoi qu'elle n'avait plus disputé depuis sa finale perdue face à Goolagong en 1974 : c'est à nouveau en finale qu'elle échoue et une fois encore face à Martina Navrátilová. Elle garde néanmoins la place de numéro 1 malgré la victoire de Tracy Austin à l'US Open et au Masters. Elle est, pour la dernière fois, promue championne du monde de la saison. Elle remporte 9 tournois pour seulement 6 défaites. L'année suivante, elle est sortie en 1/2 finales de Roland-Garros par Andrea Jaeger qui l'a déjà vaincue à deux reprises au printemps. À Wimbledon, Chris Evert perd son titre contre Martina Navrátilová avec laquelle les relations sont à l'époque exécrables. Mais elle gagne pour la 6e et dernière fois l'US Open. Evert l'emporte contre Navrátilová en finale des Championnats d'Australie. Cette dernière, qui n'a perdu que trois matchs dans l'année, est logiquement sacrée championne du monde comme en 1979. Chris en a perdu 6 mais elle a encore accroché 10 tournois à son palmarès.
1983 est sa plus mauvaise année avec seulement 6 tournois gagnés, 9 défaites dont 6 contre Martina Navrátilová. Bien que remportant Roland-Garros, elle échoue pour la première fois avant le stade des demi-finales dans les autres tournois du Grand Chelem, tout d'abord à Wimbledon où malade, elle est battue au 3e tour par Kathy Jordan, puis à l'US Open, avec une sévère défaite en finale face à Navrátilová 6-1, 6-3. D'ailleurs, elle ne lui prend qu'un set dans l'année. Au Masters, elle perd 6-2, 6-0 en finale contre Navrátilová. Evert termine quand même 2e au classement mondial, avec un titre majeur. Tracy Austin ne joue plus ou presque à cause de problèmes de dos. Andrea Jaeger et Hana Mandlíková sont inconstantes.
L'année suivante, elle dispute les quatre finales du Grand Chelem, mais ne gagne que l'Open d'Australie face à Helena Suková, qui a battu Navrátilová en demi. Ses défaites, elle les concède toutes face à Navrátilová. Evert finit deuxième mondiale lors de cette saison.
En 1985, elle remporte enfin un match face à son éternelle rivale Navrátilová, à Key Biscayne. Depuis l'Open d'Australie en 1982, Chris Evert n'avait jamais plus battu Navrátilová. Elle remporte face à la même adversaire la finale de Roland-Garros (6-3, 6-7, 7-5 en 2 h 51 min) et lui reprend la place de numéro 1, ce qui lui vaudra le rang de tête de série numéro 1 à Wimbledon. Navrátilová prend sa revanche en finale de Wimbledon et c'est Hana Mandlíková qui lui barre la porte de la finale de l'US Open. C'est la première fois que Mandlíková bat Evert à l'US Open après 4 défaites consécutives. Chris Evert est toujours numéro 1 après l'US Open et leurs moyennes sont identiques. Seuls les championnats d'Australie vont définitivement les départager pour 1985. Navrátilová gagne, en 3 sets. Evert remporte quand même cette même année 9 tournois et dispute à Navrátilová sa place de leader jusqu'au bout. De plus, elle redevient numéro 1 pendant 6 mois, ce qui ne lui était plus arrivé depuis 1982.
1986 est l'année de sa dernière victoire en Grand Chelem (sa 18e), à Roland-Garros pour la 7e fois, face à Navrátilová. De 1974 à 1986, soit 13 années, elle remporte au moins un tournoi du Grand Chelem par an (record). Pour la première fois depuis 1972, Evert ne participe pas à au moins une des finales des deux tournois du Grand Chelem les plus prestigieux. Evert est en effet victime d'une blessure au genou gauche qui la handicape dès le printemps, après un début de saison excellent (cinq victoires en tournois). Elle interrompt sa saison après l'US Open mais reste néanmoins l'incontestable no 2 mondiale. Mais la toute nouvelle numéro 3 mondiale Steffi Graf la menace sérieusement au classement, aidée par sa première victoire contre Evert au tournoi de Hilton Head après six défaites consécutives. 1986 est aussi l'année du divorce avec son mari John Lloyd.
1987 commence à sonner pour l'Américaine comme le début de la fin. D'ailleurs, elle n'hésite pas à parler de retraite. Elle n'atteint plus aucune finale dans les 3 tournois du Grand Chelem auxquels elle participe, battue par Navrátilová en 1/2 finales de Roland-Garros et Wimbledon. Mais surtout, pour la première fois à l'US Open, elle est battue en quart de finale par une joueuse de second plan (Lori McNeil). Après 16 demi-finales consécutives, son échec sonne comme un crépuscule. Aux Masters, elle est sortie par Sylvia Hanika qui ne lui avait jamais pris un set lors des 14 rencontres précédentes. Ajouté à cela des défaites contre Manuela Maleeva, Kate Gompert ou Pam Shriver, beaucoup poussent l'Américaine à tirer sa révérence. Chris Evert est descendue au 3e rang mondial (Steffi Graf étant devenue numéro 2 en mars puis numéro 1 en août).
En 1988, Chris Evert bat Martina Navrátilová en demi-finale des Championnats d'Australie dans le nouveau stade de Flinders Park mais perd la finale contre Steffi Graf qui s'est emparée du trône de première mondiale le 16 août 1987 après la défaite de Navrátilová contre Chris Evert à Los Angeles. À Key Biscayne, Evert se qualifie pour sa 4e finale de rang mais perd à nouveau contre Steffi Graf. Chris Evert onfirme son excellent début d'année en écrasant Martina Navrátilová en finale de Houston (6-0, 6-4), pourtant victorieuse de 5 tournois consécutifs depuis le début de l'année 1988. Blessée au talon d'Achille à Roland-Garros, Evert est sortie pour la première fois avant les demi-finales à Roland-Garros, par Arantxa Sánchez Vicario (16 ans) au 3e tour. C'est sa dernière apparition en France. Elle se ressaisit à Wimbledon, ou elle n'est pas loin de battre Navrátilová en 1/2 finales (6-1, 4-6, 7-5). La fin de match (leur 78e) est très litigieuse et la poignée de main très froide. C'est cette année qu'elle remportera son 154e et dernier tournoi, à La Nouvelle-Orléans. Durant l'été, elle épouse l'ancien skieur Andy Mill, en secondes noces. Elle reste numéro 3 derrière Steffi et Martina. En fin d'année, elle confirme que 1989 sera sa dernière année.
En 1989, Chris Evert perd sa troisième place au profit de Sabatini en février. Chris dispute une nouvelle finale à Key Biscayne, (sa 5e en 5 participations) face à Sabatini. Monica Seles, à 15 ans, bat Chris de 19 ans son aînée en finale à Houston. Cette défaite la pousse sans doute à déclarer forfait à Roland-Garros. À Wimbledon, elle manque d'être éliminée en 1/4 de finale par une inconnue Laura Golarsa. Elle perd en demi-finale contre Steffi Graf. À l'US Open, Chris Evert remporte son 101e match face à Monica Seles. Mais Zina Garrison la prive de retrouvailles contre Martina Navrátilová en demi. Elle termine l'année en remportant avec les États-Unis, la Fed Cup face à l'Espagne et finit au 10e rang. Elle aura donc été classée parmi les 10 meilleures joueuses du monde pendant 19 années consécutives. Elle met fin à sa carrière professionnelle après l'US Open avec 1 309 victoires à son compteur.

## Palmarès (partiel)

### Titres en simple dames (154)
| No  | Date       | Nom et lieu du tournoi                                  | Catégorie      | Dotation  | Surface         | Finaliste              | Score           |          |
| --- | ---------- | ------------------------------------------------------- | -------------- | --------- | --------------- | ---------------------- | --------------- | -------- |
| 1   | 05-04-1971 | Virginia Slims Masters, St. Petersburg                  | VS Tour        | 10 000 $  | Terre (ext.)    | Julie Heldman          | 6-1, 6-2        | Parcours |
| 2   | 15-04-1971 | North Carolina National Bank Invitation, Charlotte (NC) | Amateur        | NC        | Terre (ext.)    | Laura duPont           | 6-2, 6-0        | Parcours |
| 3   | 05-05-1971 | 14th Tulsa Invitation, Tulsa                            | Amateur        | NC        | Terre (ext.)    | Mary-Ann Eisel         | 6-0, 6-3        | Parcours |
| 4   | 23-08-1971 | Eastern Grass Court Championships, South Orange         | Grand Prix     | 25000 $   | Gazon (ext.)    | Helen Gourlay          | 6-4, 6-0        | Parcours |
| 5   | 01-02-1972 | Virginia Slims of Ft. Lauderdale, Fort Lauderdale       | WT Pro Tour    | 25 000 $  | Terre (ext.)    | Billie Jean King       | 6-1, 6-0        | Parcours |
| 6   | 19-06-1972 | Rothmans London Grass Court Champ's, Londres            |                | 14 600 $  | Gazon (ext.)    | Karen Krantzcke        | 6-4, 6-0        | Parcours |
| 7   | 07-08-1972 | US Clay Court Championships, Indianapolis               | Grand Prix     | 60 000 $  | Terre (ext.)    | Evonne Goolagong       | 7-62, 6-1       | Parcours |
| 8   | 07-10-1972 | Virginia Slims Championships, Boca Raton                | Masters        | 100 900 $ | Terre (ext.)    | Kerry Melville         | 7-5, 6-4        | Parcours |
| 9   | 26-02-1973 | S&H Green Stamp Classic, Fort Lauderdale                |                | 20 000 $  | Terre (ext.)    | Virginia Wade          | 6-1, 6-2        | Parcours |
| 10  | 19-03-1973 | Akron Open, Akron                                       |                | 25 000 $  | Moquette (int.) | Olga Morozova          | 6-3, 6-4        | Parcours |
| 11  | 26-03-1973 | Lady Gotham Classic, New York                           |                | 30 000 $  | Moquette (int.) | Katja Ebbinghaus       | 6-0, 6-4        | Parcours |
| 12  | 02-04-1973 | First Federal of Sarasota Open, Sarasota                |                | 20 000 $  | Terre (ext.)    | Evonne Goolagong       | 6-3, 6-2        | Parcours |
| 13  | 09-04-1973 | Miami Beach Pros, Miami                                 |                | 20 000 $  | Terre (ext.)    | Evonne Goolagong       | 3-6, 6-3, 6-2   | Parcours |
| 14  | 16-04-1973 | St Petersburg Masters Invitation, St. Petersburg        | USTA Tour      | 20 000 $  | Terre (ext.)    | Evonne Goolagong       | 6-2, 0-6, 6-4   | Parcours |
| 15  | 23-07-1973 | Marie O. Clark Memorial, Cleveland                      | USTA Tour      | 25 000 $  | Dur (ext.)      | Linda Tuero            | 6-0, 6-0        | Parcours |
| 16  | 30-07-1973 | USLTA Atlantic City, Atlantic City                      | USTA Tour      | NC        | NC              | Marita Redondo         | 6-2, 7-5        | Parcours |
| 17  | 13-08-1973 | US Clay Court Championships, Indianapolis               | USTA Tour      | NC        | Terre (ext.)    | Veronica Burton        | 6-4, 6-3        | Parcours |
| 18  | 24-09-1973 | Virginia Slims of Columbus, Columbus (GA)               |                | 30 000 $  | Terre (ext.)    | Margaret Smith Court   | Abandon         | Parcours |
| 19  | 15-10-1973 | Virginia Slims Championships, Boca Raton                | Masters        | 110 000 $ | Terre (ext.)    | Nancy Richey-Gunter    | 6-3, 6-3        | Parcours |
| 20  | 20-11-1973 | South African Open, Johannesburg                        |                | NC        | Dur (ext.)      | Evonne Goolagong       | 6-3, 6-3        | Parcours |
| 21  | 21-01-1974 | Virginia Slims of Mission Viejo, Palm Springs           | VS Tour        | 50 000 $  | Dur (ext.)      | Billie Jean King       | 6-3, 6-1        | Parcours |
| 22  | 04-02-1974 | The S & H Tennis Classic, Fort Lauderdale               | VS Tour        | 50 000 $  | Terre (ext.)    | Kerry Melville         | Forfait         | Parcours |
| 23  | 05-03-1974 | Maureen Connolly Memorial, Dallas                       | VS Tour        | 50 000 $  | Moquette (int.) | Virginia Wade          | 7-5, 6-2        | Parcours |
| 24  | 08-04-1974 | First Federal of Sarasota, Sarasota                     |                | 50 000 $  | Terre (ext.)    | Evonne Goolagong       | 6-4, 6-0        | Parcours |
| 25  | 15-04-1974 | Barnett Bank Masters, St. Petersburg                    |                | 45 000 $  | Terre (ext.)    | Kerry Melville         | 6-0, 6-1        | Parcours |
| 26  | 29-04-1974 | Family Circle Cup, Hilton Head                          |                | 100 000 $ | Terre (ext.)    | Kerry Melville         | 6-1, 6-3        | Parcours |
| 27  | 27-05-1974 | Italian Open Championships, Rome                        |                | 134000 $  | Terre (ext.)    | Martina Navrátilová    | 6-3, 6-3        | Parcours |
| 28  | 03-06-1974 | Roland-Garros, Paris                                    | G. Chelem      | NC        | Terre (ext.)    | Olga Morozova          | 6-1, 6-2        | Parcours |
| 29  | 17-06-1974 | John Player Tennis Tournament, Eastbourne               |                | NC        | Gazon (ext.)    | Virginia Wade          | 7-5, 6-4        | Parcours |
| 30  | 24-06-1974 | The Championships, Wimbledon                            | G. Chelem      | NC        | Gazon (ext.)    | Olga Morozova          | 6-0, 6-4        | Parcours |
| 31  | 05-08-1974 | US Clay Court Championships, Indianapolis               |                | NC        | Terre (ext.)    | Gail Sherriff          | 6-0, 6-0        | Parcours |
| 32  | 12-08-1974 | Rothmans Canadian Open, Toronto                         |                | NC        | Terre (ext.)    | Julie Heldman          | 6-0, 6-3        | Parcours |
| 33  | 18-08-1974 | Virginia Slims of Newport, Newport (RI)                 |                | 30 000 $  | Gazon (ext.)    | Betsy Nagelsen         | 6-4, 6-3        | Parcours |
| 34  | 30-09-1974 | Virginia Slims of Houston, Houston                      |                | 50 000 $  | Dur (ext.)      | Virginia Wade          | 6-3, 5-7, 6-1   | Parcours |
| 35  | 30-10-1974 | World Invitational Tennis Classic, Hilton Head          |                | 40 000 $  | Dur (ext.)      | Virginia Wade          | 6-1, 6-3        | Parcours |
| 36  | 18-11-1974 | Gunze Tournament, Hirakata                              |                | NC        | Moquette (int.) | Rosie Casals           | 6-0, 6-2        | Parcours |
| 37  | 06-01-1975 | Virginia Slims of San Francisco, San Francisco          | VS Tour        | 75 000 $  | Moquette (int.) | Billie Jean King       | 6-1, 6-1        | Parcours |
| 38  | 03-02-1975 | Virginia Slims of Akron, Akron                          | VS Tour        | 75 000 $  | Moquette (int.) | Margaret Smith Court   | 6-4, 3-6, 6-3   | Parcours |
| 39  | 10-03-1975 | Virginia Slims of Houston, Houston                      | VS Tour        | 75 000 $  | Moquette (int.) | Margaret Smith Court   | 6-3, 6-2        | Parcours |
| 40  | 02-04-1975 | Virginia Slims Championships, Los Angeles               | Masters        | 150 000 $ | Moquette (int.) | Martina Navrátilová    | 6-4, 6-2        | Parcours |
| 41  | 18-04-1975 | Women L'Eggs Series, Lakeway                            | Exhibition     | 100 000 $ | Dur (ext.)      | Billie Jean King       | 4-6, 6-3, 7-62  | Parcours |
| 42  | 21-04-1975 | Family Circle Cup, Amelia Island                        |                | 100 000 $ | Terre (ext.)    | Martina Navrátilová    | 7-5, 6-4        | Parcours |
| 43  | 26-05-1975 | Italian Open Championships, Rome                        |                | 30 000 $  | Terre (ext.)    | Martina Navrátilová    | 6-1, 6-0        | Parcours |
| 44  | 02-06-1975 | Roland-Garros, Paris                                    | G. Chelem      | NC        | Terre (ext.)    | Martina Navrátilová    | 2-6, 6-2, 6-1   | Parcours |
| 45  | 05-08-1975 | US Clay Court Championship, Indianapolis                |                | 100 000 $ | Terre (ext.)    | Dianne Fromholtz       | 6-3, 6-4        | Parcours |
| 46  | 18-08-1975 | Medi Quik Classic, Harrison                             |                | 75 000 $  | Terre (ext.)    | Virginia Wade          | 6-0, 6-1        | Parcours |
| 47  | 25-08-1975 | US Open, Forest Hills                                   | G. Chelem      | 309 000 $ | Terre (ext.)    | Evonne Goolagong       | 5-7, 6-4, 6-2   | Parcours |
| 48  | 15-09-1975 | Little Mo Classic, Atlanta                              |                | 75 000 $  | Moquette (int.) | Martina Navrátilová    | 2-6, 6-2, 6-0   | Parcours |
| 49  | 29-09-1975 | Mission Viejo Tournament, Palm Springs                  |                | 50 000 $  | Dur (int.)      | Cynthia Sieler-Doerner | 6-1, 6-3        | Parcours |
| 50  | 13-10-1975 | Barnett Bank Classic, Orlando                           |                | 50 000 $  | Terre (ext.)    | Martina Navrátilová    | Forfait         | Parcours |
| 51  | 20-10-1975 | World Invitational Tennis Classic, Hilton Head          |                | 67 500 $  | Terre (ext.)    | Evonne Goolagong       | 6-1, 6-1        | Parcours |
| 52  | 24-11-1975 | Gunze Open, Osaka                                       |                | NC        | Moquette (int.) | Françoise Dürr         | 6-2, 6-4        | Parcours |
| 53  | 05-01-1976 | L'Eggs World Series, Austin                             | Exhibition     | 100 000 $ | Dur (ext.)      | Evonne Goolagong       | 6-4, 7-6        | Parcours |
| 54  | 19-01-1976 | Virginia Slims of Washington, Washington                |                | 75 000 $  | Moquette (int.) | Virginia Wade          | 6-2, 6-1        | Parcours |
| 55  | 17-02-1976 | Virginia Slims of Detroit, Détroit                      |                | 75 000 $  | Moquette (int.) | Rosie Casals           | 6-4, 6-2        | Parcours |
| 56  | 23-02-1976 | Virginia Slims of Sarasota, Sarasota                    |                | 75 000 $  | Moquette (int.) | Evonne Goolagong       | 6-3, 6-0        | Parcours |
| 57  | 01-03-1976 | Virginia Slims of San Francisco, San Francisco          |                | 75 000 $  | Moquette (int.) | Evonne Goolagong       | 7-5, 7-62       | Parcours |
| 58  | 26-04-1976 | Family Circle Cup, Amelia Island                        |                | 110 000 $ | Terre (ext.)    | Kerry Reid             | 6-2, 6-2        | Parcours |
| 59  | 14-06-1976 | Colgate International, Eastbourne                       |                | 25 000 $  | Gazon (ext.)    | Virginia Wade          | 8-6, 6-3        | Parcours |
| 60  | 21-06-1976 | The Championships, Wimbledon                            | G. Chelem      | NC        | Gazon (ext.)    | Evonne Goolagong       | 6-3, 4-6, 8-6   | Parcours |
| 61  | 30-08-1976 | US Open, Forest Hills                                   | G. Chelem      | 309 000 $ | Terre (ext.)    | Evonne Goolagong       | 6-3, 6-0        | Parcours |
| 62  | 04-10-1976 | Thunderbird International, Phoenix                      |                | 70 000 $  | Dur (ext.)      | Dianne Fromholtz       | 6-1, 7-5        | Parcours |
| 63  | 17-10-1976 | Colgate Inaugural, Palm Springs                         |                | 200 000 $ | Dur (ext.)      | Françoise Dürr         | 6-1, 6-2        | Parcours |
| 64  | 25-11-1976 | Gunze Classic, Tokyo & Kobe                             |                | 100 000 $ | Moquette (int.) | Sue Barker             | 6-2, 7-6        | Parcours |
| 65  | 10-01-1977 | Virginia Slims of Florida, Hollywood                    |                | 100 000 $ | Moquette (int.) | Margaret Smith Court   | 6-3, 6-4        | Parcours |
| 66  | 31-01-1977 | Virginia Slims of Seattle, Seattle                      |                | 100 000 $ | Moquette (int.) | Martina Navrátilová    | 6-2, 6-4        | Parcours |
| 67  | 07-02-1977 | Virginia Slims of Chicago, Chicago                      |                | 100 000 $ | Moquette (int.) | Margaret Smith Court   | 6-1, 6-3        | Parcours |
| 68  | 14-02-1977 | Virginia Slims of Los Angeles, Los Angeles              |                | 100 000 $ | Dur (int.)      | Martina Navrátilová    | 6-2, 2-6, 6-1   | Parcours |
| 69  | 14-03-1977 | Virginia Slims of Philadelphia, Philadelphie            |                | 100 000 $ | Dur (int.)      | Martina Navrátilová    | 6-4, 4-6, 6-3   | Parcours |
| 70  | 24-03-1977 | Virginia Slims Championships, New York                  | Masters        | 150 000 $ | Moquette (int.) | Sue Barker             | 2-6, 6-1, 6-1   | Parcours |
| 71  | 28-03-1977 | Family Circle Cup, Hilton Head                          |                | 110 000 $ | Terre (ext.)    | Billie Jean King       | 6-0, 6-1        | Parcours |
| 72  | 15-04-1977 | L'EGGS Series, Tucson                                   |                | 100 000 $ | Dur (ext.)      | Martina Navrátilová    | 6-3, 7-63       | Parcours |
| 73  | 29-08-1977 | US Open, Forest Hills                                   | G. Chelem      | 250 000 $ | Terre (ext.)    | Wendy Turnbull         | 7-6, 6-2        | Parcours |
| 74  | 03-10-1977 | Wyler’s Women’s Classic, Atlanta                        |                | 75 000 $  | Moquette (int.) | Dianne Fromholtz       | 6-3, 6-2        | Parcours |
| 75  | 01-11-1977 | Colgate Series Championships, Palm Springs              | Masters        | 250 000 $ | Dur (ext.)      | Billie Jean King       | 6-2, 6-2        | Parcours |
| 76  | 20-03-1978 | Virginia Slims of Philadelphia, Philadelphie            |                | 115000 $  | Dur (int.)      | Billie Jean King       | 6-0, 6-4        | Parcours |
| 77  | 10-04-1978 | Family Circle Cup, Hilton Head                          | Colgate Series | 110 000 $ | Terre (ext.)    | Kerry Reid             | 6-2, 6-0        | Parcours |
| 78  | 28-08-1978 | US Open, Flushing Meadows                               | G. Chelem      | 260 000 $ | Dur (ext.)      | Pam Shriver            | 7-6, 6-4        | Parcours |
| 79  | 25-09-1978 | Wyler’s Women’s Classic, Atlanta                        |                | 100 000 $ | Moquette (int.) | Martina Navrátilová    | 7-6, 0-6, 6-3   | Parcours |
| 80  | 09-10-1978 | US Indoors, Minneapolis                                 |                | 100 000 $ | Moquette (int.) | Virginia Wade          | 6-7, 6-2, 6-4   | Parcours |
| 81  | 14-11-1978 | Colgate Series Championships, Palm Springs              | Masters        | 250 000 $ | Dur (ext.)      | Martina Navrátilová    | 6-3, 6-3        | Parcours |
| 82  | 16-12-1978 | Emeron Cup, Tokyo                                       |                | 200 000 $ | Moquette (int.) | Martina Navrátilová    | 7-5, 6-2        | Parcours |
| 83  | 05-02-1979 | Avon Championships of Seattle, Seattle                  |                | 125 000 $ | Moquette (int.) | Renée Richards         | 6-1, 3-6, 6-3   | Parcours |
| 84  | 12-02-1979 | Avon Championships of Los Angeles, Inglewood            |                | 150 000 $ | Moquette (int.) | Martina Navrátilová    | 6-3, 6-4        | Parcours |
| 85  | 31-03-1979 | Clairol Crown, Carlsbad                                 | Exhibition     | 200 000 $ | Dur (ext.)      | Dianne Fromholtz       | 3-6, 6-3, 6-1   | Parcours |
| 86  | 14-05-1979 | Bancroft Trophy, Vienne                                 | Colgate Series | 75 000 $  | Terre (ext.)    | Caroline Stoll         | 6-1, 6-1        | Parcours |
| 87  | 28-05-1979 | Roland-Garros, Paris                                    | G. Chelem      | 375 000 $ | Terre (ext.)    | Wendy Turnbull         | 6-2, 6-0        | Parcours |
| 88  | 18-06-1979 | Colgate International, Eastbourne                       |                | 100 000 $ | Gazon (ext.)    | Martina Navrátilová    | 7-5, 5-7, 13-11 | Parcours |
| 89  | 06-08-1979 | US Clay Court Championships, Indianapolis               |                | 100 000 $ | Terre (ext.)    | Evonne Goolagong       | 6-4, 6-3        | Parcours |
| 90  | 20-08-1979 | Volvo Tennis Cup, Mahwah                                |                | 75 000 $  | Dur (ext.)      | Tracy Austin           | 6-7, 6-4, 6-1   | Parcours |
| 91  | 05-05-1980 | Italian Open, Pérouse                                   |                | 100 000 $ | Terre (ext.)    | Virginia Ruzici        | 5-7, 6-2, 6-2   | Parcours |
| 92  | 26-05-1980 | Roland-Garros, Paris                                    | G. Chelem      | 250 000 $ | Terre (ext.)    | Virginia Ruzici        | 6-0, 6-3        | Parcours |
| 93  | 09-06-1980 | Crossley Carpets Trophy, Chichester                     |                | 100 000 $ | Gazon (ext.)    | Evonne Goolagong       | 6-3, 6-7, 7-5   | Parcours |
| 94  | 04-08-1980 | US Clay Court Championships, Indianapolis               |                | 150 000 $ | Terre (ext.)    | Andrea Jaeger          | 6-4, 6-3        | Parcours |
| 95  | 11-08-1980 | Player’s Canadian Open, Toronto                         |                | 150 000 $ | Dur (ext.)      | Virginia Ruzici        | 6-3, 6-1        | Parcours |
| 96  | 25-08-1980 | US Open, Flushing Meadows                               | G. Chelem      | 300 000 $ | Dur (ext.)      | Hana Mandlíková        | 5-7, 6-1, 6-1   | Parcours |
| 97  | 13-10-1980 | Maybelline Classic, Deerfield Beach                     |                | 100 000 $ | Dur (ext.)      | Andrea Jaeger          | 6-4, 6-1        | Parcours |
| 98  | 20-10-1980 | Daihatsu Challenge, Brighton                            |                | 125 000 $ | Moquette (int.) | Martina Navrátilová    | 6-4, 5-7, 6-3   | Parcours |
| 99  | 16-03-1981 | Avon Championships of Boston, Boston                    |                | 150 000 $ | Moquette (int.) | Mima Jaušovec          | 6-4, 6-4        | Parcours |
| 100 | 04-04-1981 | Clairol Crown, Carlsbad                                 | Exhibition     | 200 000 $ | Dur (ext.)      | Hana Mandlíková        | 6-4, 6-3        | Parcours |
| 101 | 06-04-1981 | Family Circle Cup, Hilton Head                          |                | 150 000 $ | Terre (ext.)    | Pam Shriver            | 6-3, 6-2        | Parcours |
| 102 | 20-04-1981 | Murjani WTA Championships, Amelia Island                |                | 250 000 $ | Terre (ext.)    | Martina Navrátilová    | 6-0, 6-0        | Parcours |
| 103 | 04-05-1981 | Italian Open, Pérouse                                   |                | 100 000 $ | Terre (ext.)    | Virginia Ruzici        | 6-1, 6-2        | Parcours |
| 104 | 11-05-1981 | Toyota Swiss Open, Lugano                               |                | 100 000 $ | Terre (ext.)    | Virginia Ruzici        | 6-1, 6-1        | Parcours |
| 105 | 22-06-1981 | The Championships, Wimbledon                            | G. Chelem      | 300 000 $ | Gazon (ext.)    | Hana Mandlíková        | 6-2, 6-2        | Parcours |
| 106 | 12-10-1981 | Maybelline Classic, Deerfield Beach                     |                | 125 000 $ | Dur (ext.)      | Andrea Jaeger          | 4-6, 6-3, 6-0   | Parcours |
| 107 | 23-11-1981 | Building Society NSW Open, Sydney                       |                | 125 000 $ | Gazon (ext.)    | Martina Navrátilová    | 6-4, 2-6, 6-1   | Parcours |
| 108 | 03-04-1982 | Citizen Cup, Palm Beach Gardens                         | Exhibition     | 200 000 $ | Terre (ext.)    | Andrea Jaeger          | 6-1, 7-5        | Parcours |
| 109 | 19-04-1982 | Murjani WTA Championships, Amelia Island                | Series 7       | 250 000 $ | Terre (ext.)    | Andrea Jaeger          | 6-3, 6-1        | Parcours |
| 110 | 03-05-1982 | Italian Open, Pérouse                                   | Series 3       | 100 000 $ | Terre (ext.)    | Hana Mandlíková        | 6-0, 6-2        | Parcours |
| 111 | 10-05-1982 | Toyota Swiss Open, Lugano                               | Series 3       | 100 000 $ | Terre (ext.)    | Andrea Temesvári       | 6-0, 6-3        | Parcours |
| 112 | 09-08-1982 | Toyota Classic, Atlanta                                 | Series 3       | 100 000 $ | Dur (ext.)      | Susan Mascarin         | 6-3, 6-1        | Parcours |
| 113 | 30-08-1982 | US Open, Flushing Meadows                               | G. Chelem      | 632 000 $ | Dur (ext.)      | Hana Mandlíková        | 6-3, 6-1        | Parcours |
| 114 | 04-10-1982 | Maybelline Classic, Deerfield Beach                     | Series 4       | 125 000 $ | Dur (ext.)      | Andrea Jaeger          | 6-1, 6-1        | Parcours |
| 115 | 11-10-1982 | Florida Federal Open, Tampa                             | Series 4       | 125 000 $ | Dur (ext.)      | Andrea Jaeger          | 3-6, 6-1, 6-4   | Parcours |
| 116 | 15-11-1982 | Lion’s Cup, Tokyo                                       | Exhibition     | NC        | Moquette (int.) | Andrea Jaeger          | 6-3, 6-2        | Parcours |
| 117 | 02-12-1982 | Marlboro Australian Open, Melbourne                     | G. Chelem      | 350 000 $ | Gazon (ext.)    | Martina Navrátilová    | 6-3, 2-6, 6-3   | Parcours |
| 118 | 31-01-1983 | Murjani Cup, Palm Beach Gardens                         |                | 150 000 $ | Terre (ext.)    | Andrea Jaeger          | 6-3, 6-3        | Parcours |
| 119 | 11-04-1983 | Lipton WTA Championships, Amelia Island                 |                | 250 000 $ | Terre (ext.)    | Carling Bassett        | 6-3, 2-6, 7-5   | Parcours |
| 120 | 16-05-1983 | German Open, Berlin                                     |                | 150 000 $ | Terre (ext.)    | Kathleen Horvath       | 6-4, 7-6        | Parcours |
| 121 | 23-05-1983 | Roland-Garros, Paris                                    | G. Chelem      | 350 000 $ | Terre (ext.)    | Mima Jaušovec          | 6-1, 6-2        | Parcours |
| 122 | 17-10-1983 | Daihatsu Challenge, Brighton                            |                | 150 000 $ | Moquette (int.) | Jo Durie               | 6-1, 6-1        | Parcours |
| 123 | 07-11-1983 | Lynda Carter Maybelline Classic, Deerfield Beach        |                | 125 000 $ | Dur (ext.)      | Bonnie Gadusek         | 6-0, 6-4        | Parcours |
| 124 | 12-03-1984 | Virginia Slims of Florida, Palm Beach Gardens           | VS Tour C3     | 150 000 $ | Terre (ext.)    | Bonnie Gadusek         | 6-0, 6-1        | Parcours |
| 125 | 09-04-1984 | Family Circle Cup XII, Hilton Head                      | VS Tour C4     | 200 000 $ | Terre (ext.)    | Claudia Kohde-Kilsch   | 6-2, 6-3        | Parcours |
| 126 | 30-04-1984 | Triumph International, Johannesburg                     | VS Tour C3     | 150 000 $ | Dur (int.)      | Andrea Jaeger          | 6-3, 6-0        | Parcours |
| 127 | 20-08-1984 | Player’s Canadian Open, Montréal                        |                | 200 000 $ | Dur (ext.)      | Alycia Moulton         | 6-2, 7-6        | Parcours |
| 128 | 01-10-1984 | Virginia Slims of Los Angeles, Los Angeles              | VS Tour C3     | 150 000 $ | Dur (ext.)      | Wendy Turnbull         | 6-2, 6-3        | Parcours |
| 129 | 26-11-1984 | Australian Open, Melbourne                              | G. Chelem      | 645 000 $ | Gazon (ext.)    | Helena Suková          | 6-74, 6-1, 6-3  | Parcours |
| 130 | 21-01-1985 | Virginia Slims of Florida, Key Biscayne                 |                | 150 000 $ | Dur (ext.)      | Martina Navrátilová    | 6-2, 6-4        | Parcours |
| 131 | 01-04-1985 | Ford Cup-4 Woman Special, Palm Beach                    |                | 200 000 $ | Terre (ext.)    | Hana Mandlíková        | 6-3, 6-3        | Parcours |
| 132 | 08-04-1985 | Family Circle Mag. Cup, Hilton Head                     |                | 200 000 $ | Terre (ext.)    | Gabriela Sabatini      | 6-4, 6-0        | Parcours |
| 133 | 13-05-1985 | German Open, Berlin                                     |                | 150 000 $ | Terre (ext.)    | Steffi Graf            | 6-4, 7-5        | Parcours |
| 134 | 27-05-1985 | Roland-Garros, Paris                                    | G. Chelem      | 800 000 $ | Terre (ext.)    | Martina Navrátilová    | 6-3, 6-74, 7-5  | Parcours |
| 135 | 15-07-1985 | Virginia Slims of Newport, Newport (RI)                 |                | 150 000 $ | Gazon (ext.)    | Pam Shriver            | 6-4, 6-1        | Parcours |
| 136 | 05-08-1985 | Canadian Open, Toronto                                  |                | 250 000 $ | Dur (ext.)      | Claudia Kohde-Kilsch   | 6-2, 6-4        | Parcours |
| 137 | 23-09-1985 | Virginia Slims of New Orleans, La Nouvelle-Orléans      |                | 150 000 $ | Moquette (int.) | Pam Shriver            | 6-4, 7-5        | Parcours |
| 138 | 21-10-1985 | Pretty Polly Classic, Brighton                          |                | 175 000 $ | Moquette (int.) | Manuela Maleeva        | 7-5, 6-3        | Parcours |
| 139 | 11-11-1985 | Lion’s Cup, Tokyo                                       |                | 100 000 $ | Moquette (int.) | Manuela Maleeva        | 7-5, 6-0        | Parcours |
| 140 | 27-01-1986 | Virginia Slims of Florida, Key Biscayne                 |                | 250 000 $ | Dur (ext.)      | Steffi Graf            | 6-3, 6-1        | Parcours |
| 141 | 10-02-1986 | Lipton International Championships, Boca Raton          |                | 750 000 $ | Dur (ext.)      | Steffi Graf            | 6-4, 6-2        | Parcours |
| 142 | 24-02-1986 | Virginia Slims of California, Oakland                   |                | 150 000 $ | Moquette (int.) | Kathy Jordan           | 6-2, 6-4        | Parcours |
| 143 | 31-03-1986 | Tournament of Champions, Marco Island                   |                | 150 000 $ | Terre (ext.)    | Claudia Kohde-Kilsch   | 6-2, 6-4        | Parcours |
| 144 | 05-05-1986 | Virginia Slims of Houston, Houston                      |                | 150 000 $ | Terre (ext.)    | Kathy Rinaldi          | 6-4, 2-6, 6-4   | Parcours |
| 145 | 26-05-1986 | Roland-Garros, Paris                                    | G. Chelem      | 930 000 $ | Terre (ext.)    | Martina Navrátilová    | 2-6, 6-3, 6-3   | Parcours |
| 146 | 16-03-1987 | Virginia Slims of Dallas, Dallas                        |                | 250 000 $ | Moquette (int.) | Pam Shriver            | 6-1, 6-3        | Parcours |
| 147 | 20-04-1987 | Virginia Slims of Houston, Houston                      |                | 150 000 $ | Terre (ext.)    | Martina Navrátilová    | 3-6, 6-1, 7-6   | Parcours |
| 148 | 27-04-1987 | Eckerd Open, Tampa                                      |                | 150 000 $ | Terre (ext.)    | Kate Gompert           | 6-3, 6-2        | Parcours |
| 149 | 18-05-1987 | European Open, Genève                                   |                | 100 000 $ | Terre (ext.)    | Manuela Maleeva        | 6-3, 4-6, 6-2   | Parcours |
| 150 | 28-09-1987 | Virginia Slims of New Orleans, La Nouvelle-Orléans      |                | 150 000 $ | Moquette (int.) | Lori McNeil            | 6-3, 7-5        | Parcours |
| 151 | 28-03-1988 | Eckerd Open, Tampa                                      | Tier IV        | 200 000 $ | Terre (ext.)    | Arantxa Sánchez        | 7-6, 6-4        | Parcours |
| 152 | 18-04-1988 | Virginia Slims of Houston, Houston                      | Tier III       | 250 000 $ | Terre (ext.)    | Martina Navrátilová    | 6-0, 6-4        | Parcours |
| 153 | 08-08-1988 | Virginia Slims of Los Angeles, Los Angeles              | Tier II        | 300 000 $ | Dur (ext.)      | Gabriela Sabatini      | 2-6, 6-1, 6-1   | Parcours |
| 154 | 03-10-1988 | Virginia Slims of New Orleans, La Nouvelle-Orléans      | Tier III       | 250 000 $ | Dur (ext.)      | Anne Smith             | 6-4, 6-1        | Parcours |

### Finales en simple dames (73)
| No | Date       | Nom et lieu du tournoi                           | Catégorie      | Dotation    | Surface         | Vainqueure           | Score          |          |
| -- | ---------- | ------------------------------------------------ | -------------- | ----------- | --------------- | -------------------- | -------------- | -------- |
| 1  | 14-09-1970 | Carolinas Autumn Invitation, Charlotte (NC)      |                | 14000 $     | Terre (ext.)    | Nancy Richey         | 6-4, 6-1       | Parcours |
| 2  | 24-02-1972 | Virginia Slims of Washington, Bethesda           | WT Pro Tour    | 18 000 $    | Moquette (int.) | Nancy Richey-Gunter  | 7-61, 6-2      | Parcours |
| 3  | 27-03-1972 | Caribe Hilton Invitational, San Juan             | WT Pro Tour    | 18 000 $    | Dur (ext.)      | Nancy Richey-Gunter  | 6-1, 6-3       | Parcours |
| 4  | 11-04-1972 | Virginia Slims Masters, St. Petersburg           | WT Pro Tour    | 18 000 $    | Terre (ext.)    | Nancy Richey-Gunter  | 6-3, 6-4       | Parcours |
| 5  | 21-05-1973 | Roland-Garros, Paris                             | G. Chelem      | NC          | Terre (ext.)    | Margaret Smith Court | 6-7, 7-6, 6-4  | Parcours |
| 6  | 04-06-1973 | Italian Open, Rome                               |                | NC          | Terre (ext.)    | Evonne Goolagong     | 7-64, 6-0      | Parcours |
| 7  | 25-06-1973 | The Championships, Wimbledon                     | G. Chelem      | NC          | Gazon (ext.)    | Billie Jean King     | 6-0, 7-5       | Parcours |
| 8  | 06-08-1973 | Western Open Championships, Cincinnati           | USTA Tour      | 75000 $     | Terre (ext.)    | Evonne Goolagong     | 6-2, 7-5       | Parcours |
| 9  | 09-09-1973 | World Invitational Tennis Classic, Hilton Head   |                | NC          | Dur (ext.)      | Margaret Smith Court | 6-4, 6-7, 6-2  | Parcours |
| 10 | 24-12-1973 | Australian Open, Melbourne                       | G. Chelem      | NC          | Gazon (ext.)    | Evonne Goolagong     | 7-6, 4-6, 6-0  | Parcours |
| 11 | 13-01-1974 | Virginia Slims of San Francisco, San Francisco   | VS Tour        | 50 000 $    | Moquette (int.) | Billie Jean King     | 7-6, 6-2       | Parcours |
| 12 | 25-03-1974 | S & H US Womens National Indoors, New York       | VS Tour        | 60 000 $    | Moquette (int.) | Billie Jean King     | 6-3, 3-6, 6-2  | Parcours |
| 13 | 23-09-1974 | Virginia Slims of Denver, Denver                 | VS Tour        | 50 000 $    | Moquette (int.) | Evonne Goolagong     | 7-5, 3-6, 6-4  | Parcours |
| 14 | 14-10-1974 | Virginia Slims Championships, Los Angeles        | Masters        | 100 000 $   | Moquette (int.) | Evonne Goolagong     | 6-3, 6-4       | Parcours |
| 15 | 13-01-1975 | Virginia Slims of Sarasota, Sarasota             |                | 75 000 $    | Moquette (int.) | Billie Jean King     | 6-2, 6-3       | Parcours |
| 16 | 24-03-1975 | Virginia Slims of Philadelphia, Philadelphie     | VS Tour        | 75 000 $    | Moquette (int.) | Virginia Wade        | 7-5, 6-4       | Parcours |
| 17 | 12-01-1976 | Virginia Slims of Houston, Houston               |                | 75 000 $    | Moquette (int.) | Martina Navrátilová  | 6-3, 6-4       | Parcours |
| 18 | 29-03-1976 | Virginia Slims of Philadelphia, Philadelphie     |                | 75 000 $    | Moquette (int.) | Evonne Goolagong     | 6-3, 7-63      | Parcours |
| 19 | 12-04-1976 | Virginia Slims Championships, Los Angeles        | Masters        | 150 000 $   | Moquette (int.) | Evonne Goolagong     | 6-3, 5-7, 6-3  | Parcours |
| 20 | 01-11-1976 | Dewar Cup Final, Londres                         | Dewar Cup      | 135000 $    | Moquette (int.) | Virginia Wade        | 6-2, 6-2       | Parcours |
| 21 | 03-01-1977 | Virginia Slims of Washington, Washington         |                | 100 000 $   | Moquette (int.) | Martina Navrátilová  | 6-2, 6-3       | Parcours |
| 22 | 13-03-1978 | Virginia Slims of Boston, Boston                 |                | 100 000 $   | Moquette (int.) | Evonne Goolagong     | 4-6, 6-1, 6-4  | Parcours |
| 23 | 19-06-1978 | Colgate International, Eastbourne                | Colgate Series | 75 000 $    | Gazon (ext.)    | Martina Navrátilová  | 6-4, 4-6, 9-7  | Parcours |
| 24 | 26-06-1978 | The Championships, Wimbledon                     | G. Chelem      | 150 000 $   | Gazon (ext.)    | Martina Navrátilová  | 2-6, 6-4, 7-5  | Parcours |
| 25 | 08-01-1979 | Avon Championships of California, Oakland        |                | 125 000 $   | Moquette (int.) | Martina Navrátilová  | 7-5, 7-5       | Parcours |
| 26 | 26-02-1979 | Avon Championships of Dallas, Dallas             |                | 200 000 $   | Moquette (int.) | Martina Navrátilová  | 6-4, 6-4       | Parcours |
| 27 | 25-06-1979 | The Championships, Wimbledon                     | G. Chelem      | 300 000 $   | Gazon (ext.)    | Martina Navrátilová  | 6-4, 6-4       | Parcours |
| 28 | 27-08-1979 | US Open, Flushing Meadows                        | G. Chelem      | 300 000 $   | Dur (ext.)      | Tracy Austin         | 6-4, 6-3       | Parcours |
| 29 | 08-10-1979 | Thunderbird Classic, Phoenix                     | Colgate Series | 100 000 $   | Dur (ext.)      | Martina Navrátilová  | 6-1, 6-3       | Parcours |
| 30 | 19-11-1979 | Daihatsu Challenge, Brighton                     | Colgate Series | 100 000 $   | Moquette (int.) | Martina Navrátilová  | 6-3, 6-3       | Parcours |
| 31 | 07-01-1980 | Avon Championships of Cincinnati, Cincinnati     |                | 150 000 $   | Moquette (int.) | Tracy Austin         | 6-2, 6-1       | Parcours |
| 32 | 21-01-1980 | Avon Championships of Chicago, Chicago           |                | 200 000 $   | Moquette (int.) | Martina Navrátilová  | 6-4, 6-4       | Parcours |
| 33 | 23-06-1980 | The Championships, Wimbledon                     | G. Chelem      | 259 000 $   | Gazon (ext.)    | Evonne Goolagong     | 6-1, 7-6       | Parcours |
| 34 | 17-08-1981 | Player’s Canadian Open, Toronto                  |                | 200 000 $   | Dur (ext.)      | Tracy Austin         | 6-1, 6-4       | Parcours |
| 35 | 21-11-1981 | Lion's Ladies Cup, Tokyo                         | Exhibition     | 200 000 $   | Moquette (int.) | Martina Navrátilová  | 6-3, 6-2       | Parcours |
| 36 | 30-11-1981 | Toyota Australian Open, Melbourne                | G. Chelem      | 200 000 $   | Gazon (ext.)    | Martina Navrátilová  | 6-74, 6-4, 7-5 | Parcours |
| 37 | 22-02-1982 | Avon Championships of California, Oakland        | Champ’s        | 150 000 $   | Moquette (int.) | Andrea Jaeger        | 7-6, 6-4       | Parcours |
| 38 | 21-06-1982 | The Championships, Wimbledon                     | G. Chelem      | 350 000 $   | Gazon (ext.)    | Martina Navrátilová  | 6-1, 3-6, 6-2  | Parcours |
| 39 | 25-10-1982 | Daihatsu Challenge, Brighton                     | Series 5       | 150 000 $   | Moquette (int.) | Martina Navrátilová  | 6-1, 6-4       | Parcours |
| 40 | 13-12-1982 | Toyota Series Championships, East Rutherford     | Masters        | 300 000 $   | Dur (int.)      | Martina Navrátilová  | 4-6, 6-1, 6-2  | Parcours |
| 41 | 07-03-1983 | Virginia Slims of Dallas, Dallas                 |                | 150 000 $   | Moquette (int.) | Martina Navrátilová  | 6-4, 6-0       | Parcours |
| 42 | 21-03-1983 | Virginia Slims Championships, New York           | Masters        | 350 000 $   | Moquette (int.) | Martina Navrátilová  | 6-2, 6-0       | Parcours |
| 43 | 08-08-1983 | Virginia Slims of Los Angeles, Manhattan Beach   |                | 150 000 $   | Dur (ext.)      | Martina Navrátilová  | 6-1, 6-3       | Parcours |
| 44 | 15-08-1983 | Player’s Canadian Open, Toronto                  | VS Tour C4     | 200 000 $   | Dur (ext.)      | Martina Navrátilová  | 6-4, 4-6, 6-1  | Parcours |
| 45 | 29-08-1983 | US Open, Flushing Meadows                        | G. Chelem      | 850 000 $   | Dur (ext.)      | Martina Navrátilová  | 6-1, 6-3       | Parcours |
| 46 | 19-11-1983 | Lion’s Cup, Tokyo                                | Exhibition     | 100 000 $   | Moquette (int.) | Martina Navrátilová  | 6-2, 6-2       | Parcours |
| 47 | 20-02-1984 | Computerland US Indoors, Livingston              | VS Tour C3     | 150 000 $   | Moquette (int.) | Martina Navrátilová  | 6-2, 7-6       | Parcours |
| 48 | 27-02-1984 | Virginia Slims Championships, New York           | Masters        | 500 000 $   | Moquette (int.) | Martina Navrátilová  | 6-3, 7-5, 6-1  | Parcours |
| 49 | 16-04-1984 | WTA Championships, Amelia Island                 | VS Tour C4     | 250 000 $   | Terre (ext.)    | Martina Navrátilová  | 6-2, 6-0       | Parcours |
| 50 | 21-05-1984 | Italian Open, Pérouse                            |                | 150 000 $   | Terre (ext.)    | Manuela Maleeva      | 6-3, 6-3       | Parcours |
| 51 | 28-05-1984 | Roland-Garros, Paris                             | G. Chelem      | 680 000 $   | Terre (ext.)    | Martina Navrátilová  | 6-3, 6-1       | Parcours |
| 52 | 25-06-1984 | The Championships, Wimbledon                     | G. Chelem      | 680 000 $   | Gazon (ext.)    | Martina Navrátilová  | 7-6, 6-2       | Parcours |
| 53 | 27-08-1984 | US Open, Flushing Meadows                        | G. Chelem      | 1 100 000 $ | Dur (ext.)      | Martina Navrátilová  | 4-6, 6-4, 6-4  | Parcours |
| 54 | 05-02-1985 | Lipton International Championships, Delray Beach |                | 750 000 $   | Dur (ext.)      | Martina Navrátilová  | 6-2, 6-4       | Parcours |
| 55 | 18-02-1985 | Virginia Slims of California, Oakland            |                | 150 000 $   | Moquette (int.) | Hana Mandlíková      | 6-2, 6-4       | Parcours |
| 56 | 11-03-1985 | Virginia Slims of Dallas, Dallas                 |                | 150 000 $   | Moquette (int.) | Martina Navrátilová  | 6-3, 6-4       | Parcours |
| 57 | 15-04-1985 | Sunkist/WTA Championships, Amelia Island         |                | 250 000 $   | Terre (ext.)    | Zina Garrison        | 6-4, 6-3       | Parcours |
| 58 | 24-06-1985 | The Championships, Wimbledon                     | G. Chelem      | 900 000 $   | Gazon (ext.)    | Martina Navrátilová  | 4-6, 6-3, 6-2  | Parcours |
| 59 | 25-11-1985 | Australian Open, Melbourne                       | G. Chelem      | 645 000 $   | Gazon (ext.)    | Martina Navrátilová  | 6-2, 4-6, 6-2  | Parcours |
| 60 | 10-03-1986 | Virginia Slims of Dallas, Dallas                 |                | 250 000 $   | Moquette (int.) | Martina Navrátilová  | 6-2, 6-1       | Parcours |
| 61 | 07-04-1986 | Family Circle Mag. Cup, Hilton Head              |                | 200 000 $   | Terre (ext.)    | Steffi Graf          | 6-4, 7-5       | Parcours |
| 62 | 11-08-1986 | Virginia Slims of Los Angeles, Los Angeles       |                | 250 000 $   | Dur (ext.)      | Martina Navrátilová  | 7-6, 6-3       | Parcours |
| 63 | 23-02-1987 | Lipton International Championships, Miami        |                | 750 000 $   | Dur (ext.)      | Steffi Graf          | 6-1, 6-2       | Parcours |
| 64 | 10-08-1987 | Virginia Slims of Los Angeles, Los Angeles       |                | 250 000 $   | Dur (ext.)      | Steffi Graf          | 6-3, 6-4       | Parcours |
| 65 | 12-10-1987 | Porsche Tennis Grand Prix, Filderstadt           |                | 175 000 $   | Dur (int.)      | Martina Navrátilová  | 7-5, 6-1       | Parcours |
| 66 | 02-11-1987 | Virginia Slims of New England, Worcester         |                | 250 000 $   | Moquette (int.) | Pam Shriver          | 6-4, 4-6, 6-0  | Parcours |
| 67 | 11-01-1988 | Ford Australian Open, Melbourne                  | G. Chelem      | 711 450 $   | Dur (ext.)      | Steffi Graf          | 6-1, 7-63      | Parcours |
| 68 | 14-03-1988 | Lipton International Championships, Miami        | Tier I         | 750 000 $   | Dur (ext.)      | Steffi Graf          | 6-4, 6-4       | Parcours |
| 69 | 10-10-1988 | Porsche Grand Prix, Filderstadt                  | Tier III       | 250 000 $   | Dur (int.)      | Martina Navrátilová  | 6-2, 6-3       | Parcours |
| 70 | 07-11-1988 | Virginia Slims of Chicago, Chicago               | Tier III       | 250 000 $   | Moquette (int.) | Martina Navrátilová  | 6-2, 6-2       | Parcours |
| 71 | 13-03-1989 | Virginia Slims of Florida, Boca Raton            | Tier II        | 300 000 $   | Dur (ext.)      | Steffi Graf          | 4-6, 6-2, 6-3  | Parcours |
| 72 | 20-03-1989 | Lipton International Championships, Miami        | Tier I         | 750 000 $   | Dur (ext.)      | Gabriela Sabatini    | 6-1, 4-6, 6-2  | Parcours |
| 73 | 24-04-1989 | Virginia Slims of Houston, Houston               | Tier III       | 250 000 $   | Terre (ext.)    | Monica Seles         | 3-6, 6-1, 6-4  | Parcours |

### Titres en double dames (33)
| No | Date       | Nom et lieu du tournoi                                 | Catégorie      | Dotation  | Surface         | Partenaire          | Finalistes                           | Score         |          |
| -- | ---------- | ------------------------------------------------------ | -------------- | --------- | --------------- | ------------------- | ------------------------------------ | ------------- | -------- |
| 1  | 15-04-1971 | North Carolina National Bank Invitation Charlotte (NC) | Amateur        | NC        | Terre (ext.)    | Sue Stap            | Janet Newberry Eliza Pande           | 6-3, 1-6, 6-3 | Parcours |
| 2  | 16-04-1973 | St Petersburg Masters Invitation St. Petersburg        | USTA Tour      | 20 000 $  | Terre (ext.)    | Jeanne Evert        | Evonne Goolagong Janet Young         | 6-2, 7-6      | Parcours |
| 3  | 30-07-1973 | USLTA Atlantic City Atlantic City                      | USTA Tour      | NC        | NC              | Marita Redondo      | Ilana Kloss Pat Pretorius            | 6-4, 6-4      | Parcours |
| 4  | 13-01-1974 | Virginia Slims of San Francisco San Francisco          | VS Tour        | 50 000 $  | Moquette (int.) | Billie Jean King    | Françoise Dürr Betty Stöve           | 6-4, 6-2      | Parcours |
| 5  | 25-02-1974 | Virginia Slims of Chicago Chicago                      | VS Tour        | 50 000 $  | Moquette (int.) | Billie Jean King    | Françoise Dürr Betty Stöve           | 3-6, 6-4, 6-4 | Parcours |
| 6  | 08-04-1974 | First Federal of Sarasota Sarasota                     |                | 50 000 $  | Terre (ext.)    | Evonne Goolagong    | Tory Ann Fretz Cecilia Martinez      | 6-2, 6-2      | Parcours |
| 7  | 27-05-1974 | Italian Open Championships Rome                        |                | 134000 $  | Terre (ext.)    | Olga Morozova       | Helga Masthoff Heide Schildknecht    | forfait       | Parcours |
| 8  | 03-06-1974 | Roland-Garros Paris                                    | G. Chelem      | NC        | Terre (ext.)    | Olga Morozova       | Gail Sherriff Katja Ebbinghaus       | 6-4, 2-6, 6-1 | Parcours |
| 9  | 06-01-1975 | Virginia Slims of San Francisco San Francisco          | VS Tour        | 75 000 $  | Moquette (int.) | Billie Jean King    | Rosie Casals Virginia Wade           | 6-2, 7-5      | Parcours |
| 10 | 13-01-1975 | Virginia Slims of Sarasota Sarasota                    |                | 75 000 $  | Moquette (int.) | Billie Jean King    | Betty Stöve Virginia Wade            | 6-4, 6-2      | Parcours |
| 11 | 10-02-1975 | Virginia Slims of Chicago Chicago                      | VS Tour        | 75 000 $  | Moquette (int.) | Martina Navrátilová | Margaret Smith Court Olga Morozova   | 6-2, 7-6      | Parcours |
| 12 | 26-05-1975 | Italian Open Championships Rome                        |                | 30 000 $  | Terre (ext.)    | Martina Navrátilová | Sue Barker Glynis Coles              | 6-1, 6-2      | Parcours |
| 13 | 02-06-1975 | Roland-Garros Paris                                    | G. Chelem      | NC        | Terre (ext.)    | Martina Navrátilová | Julie Anthony Olga Morozova          | 6-3, 6-2      | Parcours |
| 14 | 18-08-1975 | Medi Quik Classic Harrison                             |                | 75 000 $  | Terre (ext.)    | Martina Navrátilová | Margaret Smith Court Virginia Wade   | 7-5, 6-7, 6-4 | Parcours |
| 15 | 15-09-1975 | Little Mo Classic Atlanta                              |                | 75 000 $  | Moquette (int.) | Martina Navrátilová | Françoise Dürr Betty Stöve           | 6-4, 5-7, 6-2 | Parcours |
| 16 | 29-09-1975 | Mission Viejo Tournament Palm Springs                  |                | 50 000 $  | Dur (int.)      | Martina Navrátilová | Gail Glasgow Betty-Ann Stuart        | 6-3, 7-5      | Parcours |
| 17 | 20-10-1975 | World Invitational Tennis Classic Hilton Head          |                | 67 500 $  | Terre (ext.)    | Rosie Casals        | Evonne Goolagong Virginia Wade       | 7-5, 6-1      | Parcours |
| 18 | 21-06-1976 | The Championships Wimbledon                            | G. Chelem      | NC        | Gazon (ext.)    | Martina Navrátilová | Billie Jean King Betty Stöve         | 6-1, 3-6, 7-5 | Parcours |
| 19 | 17-10-1976 | Colgate Inaugural Palm Springs                         |                | 200 000 $ | Dur (ext.)      | Martina Navrátilová | Billie Jean King Betty Stöve         | 6-2, 6-4      | Parcours |
| 20 | 31-01-1977 | Virginia Slims of Seattle Seattle                      |                | 100 000 $ | Moquette (int.) | Rosie Casals        | Françoise Dürr Martina Navrátilová   | 6-4, 3-6, 6-3 | Parcours |
| 21 | 07-02-1977 | Virginia Slims of Chicago Chicago                      |                | 100 000 $ | Moquette (int.) | Rosie Casals        | Margaret Smith Court Betty Stöve     | 6-3, 6-4      | Parcours |
| 22 | 14-02-1977 | Virginia Slims of Los Angeles Los Angeles              |                | 100 000 $ | Dur (int.)      | Rosie Casals        | Martina Navrátilová Betty Stöve      | 6-2, 6-4      | Parcours |
| 23 | 28-03-1977 | Family Circle Cup Hilton Head                          |                | 110 000 $ | Terre (ext.)    | Rosie Casals        | Françoise Dürr Virginia Wade         | 6-4, 6-2      | Parcours |
| 24 | 19-06-1978 | Colgate International Eastbourne                       | Colgate Series | 75 000 $  | Gazon (ext.)    | Betty Stöve         | Billie Jean King Martina Navrátilová | 6-4, 6-7, 7-5 | Parcours |
| 25 | 08-01-1979 | Avon Championships of California Oakland               |                | 125 000 $ | Moquette (int.) | Rosie Casals        | Tracy Austin Betty Stöve             | 3-6, 6-4, 6-3 | Parcours |
| 26 | 12-02-1979 | Avon Championships of Los Angeles Inglewood            |                | 150 000 $ | Moquette (int.) | Rosie Casals        | Martina Navrátilová Anne Smith       | 6-4, 1-6, 6-3 | Parcours |
| 27 | 17-10-1983 | Daihatsu Challenge Brighton                            |                | 150 000 $ | Moquette (int.) | Pam Shriver         | Jo Durie Ann Kiyomura                | 7-5, 6-4      | Parcours |
| 28 | 01-10-1984 | Virginia Slims of Los Angeles Los Angeles              | VS Tour C3     | 150 000 $ | Dur (ext.)      | Wendy Turnbull      | Bettina Bunge Eva Pfaff              | 6-2, 6-4      | Parcours |
| 29 | 15-07-1985 | Virginia Slims of Newport Newport (RI)                 |                | 150 000 $ | Gazon (ext.)    | Wendy Turnbull      | Pam Shriver Elizabeth Smylie         | 6-4, 7-6      | Parcours |
| 30 | 23-09-1985 | Virginia Slims of New Orleans La Nouvelle-Orléans      |                | 150 000 $ | Moquette (int.) | Wendy Turnbull      | Mary Lou Piatek Anne White           | 6-1, 6-2      | Parcours |
| 31 | 07-04-1986 | Family Circle Mag. Cup Hilton Head                     |                | 200 000 $ | Terre (ext.)    | Anne White          | Steffi Graf Catherine Tanvier        | 6-3, 6-3      | Parcours |
| 32 | 05-05-1986 | Virginia Slims of Houston Houston                      |                | 150 000 $ | Terre (ext.)    | Wendy Turnbull      | Elise Burgin Joanne Russell          | 6-2, 6-4      | Parcours |
| 33 | 27-04-1987 | Eckerd Open Tampa                                      |                | 150 000 $ | Terre (ext.)    | Wendy Turnbull      | Elise Burgin Rosalyn Fairbank        | 6-4, 6-3      | Parcours |

### Finales en double dames (27)
| No | Date       | Nom et lieu du tournoi                        | Catégorie      | Dotation  | Surface         | Vainqueures                           | Partenaire          | Score         |          |
| -- | ---------- | --------------------------------------------- | -------------- | --------- | --------------- | ------------------------------------- | ------------------- | ------------- | -------- |
| 1  | 05-05-1971 | 14th Tulsa Invitation Tulsa                   | Amateur        | NC        | Terre (ext.)    | Mary-Ann Eisel Karin Benson           | Jeanne Evert        | 2-6, 7-5, 7-5 | Parcours |
| 2  | 11-06-1973 | John Player Nottingham Open Nottingham        |                | NC        | Gazon (ext.)    | Rosie Casals Billie Jean King         | Betty Stöve         | 6-2, 9-7      | Parcours |
| 3  | 09-09-1973 | World Invitational Tennis Classic Hilton Head |                | NC        | Dur (ext.)      | Margaret Smith Court Evonne Goolagong | Billie Jean King    | 3-6, 6-3, 6-4 | Parcours |
| 4  | 20-11-1973 | South African Open Johannesburg               |                | NC        | Dur (ext.)      | Linky Boshoff Ilana Kloss             | Virginia Wade       | 7-6, 2-6, 6-1 | Parcours |
| 5  | 21-01-1974 | Virginia Slims of Mission Viejo Palm Springs  | VS Tour        | 50 000 $  | Dur (ext.)      | Kerry Harris Lesley Hunt              | Billie Jean King    | 7-5, 6-4      | Parcours |
| 6  | 15-04-1974 | Barnett Bank Masters St. Petersburg           |                | 45 000 $  | Terre (ext.)    | Olga Morozova Betty Stöve             | Evonne Goolagong    | 6-4, 6-2      | Parcours |
| 7  | 17-06-1974 | John Player Tennis Tournament Eastbourne      |                | NC        | Gazon (ext.)    | Helen Gourlay Karen Krantzcke         | Olga Morozova       | 6-2, 6-0      | Parcours |
| 8  | 05-08-1974 | US Clay Court Championships Indianapolis      |                | NC        | Terre (ext.)    | Gail Sherriff Julie Heldman           | Jeanne Evert        | 6-3, 6-1      | Parcours |
| 9  | 12-08-1974 | Rothmans Canadian Open Toronto                |                | NC        | Terre (ext.)    | Gail Sherriff Julie Heldman           | Jeanne Evert        | 6-3, 6-4      | Parcours |
| 10 | 30-10-1974 | World Invitational Tennis Classic Hilton Head |                | 40 000 $  | Dur (ext.)      | Evonne Goolagong Virginia Wade        | Billie Jean King    | 3-6, 6-4, 6-3 | Parcours |
| 11 | 03-02-1975 | Virginia Slims of Akron Akron                 | VS Tour        | 75 000 $  | Moquette (int.) | Françoise Dürr Betty Stöve            | Martina Navrátilová | 7-5, 7-6      | Parcours |
| 12 | 03-03-1975 | Virginia Slims US Indoors Boston              | VS Tour        | 75 000 $  | Moquette (int.) | Rosie Casals Billie Jean King         | Martina Navrátilová | 6-3, 6-4      | Parcours |
| 13 | 13-10-1975 | Barnett Bank Classic Orlando                  |                | 50 000 $  | Terre (ext.)    | Rosie Casals Wendy Overton            | Martina Navrátilová | Abandon       | Parcours |
| 14 | 12-01-1976 | Virginia Slims of Houston Houston             |                | 75 000 $  | Moquette (int.) | Rosie Casals Françoise Dürr           | Martina Navrátilová | 6-0, 7-5      | Parcours |
| 15 | 17-02-1976 | Virginia Slims of Detroit Détroit             |                | 75 000 $  | Moquette (int.) | Mona Guerrant Ann Kiyomura            | Betty Stöve         | 6-3, 6-4      | Parcours |
| 16 | 14-06-1976 | Colgate International Eastbourne              |                | 25 000 $  | Gazon (ext.)    | Olga Morozova Virginia Wade           | Martina Navrátilová | Partage       | Parcours |
| 17 | 01-11-1976 | Dewar Cup Final Londres                       | Dewar Cup      | 135000 $  | Moquette (int.) | Betty Stöve Virginia Wade             | Rosie Casals        | 6-3, 2-6, 6-3 | Parcours |
| 18 | 10-01-1977 | Virginia Slims of Florida Hollywood           |                | 100 000 $ | Moquette (int.) | Martina Navrátilová Betty Stöve       | Rosie Casals        | 6-4, 3-6, 6-4 | Parcours |
| 19 | 26-02-1979 | Avon Championships of Dallas Dallas           |                | 200 000 $ | Moquette (int.) | Martina Navrátilová Anne Smith        | Rosie Casals        | 7-6, 6-2      | Parcours |
| 20 | 08-10-1979 | Thunderbird Classic Phoenix                   | Colgate Series | 100 000 $ | Dur (ext.)      | Betty Stöve Wendy Turnbull            | Rosie Casals        | 6-4, 7-6      | Parcours |
| 21 | 02-01-1980 | Colgate Series Championships Washington       | Masters        | 250 000 $ | Moquette (int.) | Billie Jean King Martina Navrátilová  | Rosie Casals        | 6-4, 6-3      | Parcours |
| 22 | 04-05-1981 | Italian Open Pérouse                          |                | 100 000 $ | Terre (ext.)    | Candy Reynolds Paula Smith            | Virginia Ruzici     | 7-5, 6-1      | Parcours |
| 23 | 09-08-1982 | Toyota Classic Atlanta                        | Series 3       | 100 000 $ | Dur (ext.)      | Kathy Jordan Betsy Nagelsen           | Billie Jean King    | 4-6, 7-6, 7-6 | Parcours |
| 24 | 15-04-1985 | Sunkist/WTA Championships Amelia Island       |                | 250 000 $ | Terre (ext.)    | Rosalyn Fairbank Hana Mandlíková      | Carling Bassett     | 6-1, 2-6, 6-2 | Parcours |
| 25 | 10-02-1986 | Lipton International Championships Boca Raton |                | 750 000 $ | Dur (ext.)      | Pam Shriver Helena Suková             | Wendy Turnbull      | 6-2, 6-3      | Parcours |
| 26 | 16-02-1987 | Virginia Slims of Florida Boca Raton          |                | 250 000 $ | Dur (ext.)      | Svetlana Cherneva Larisa Savchenko    | Pam Shriver         | 6-0, 3-6, 6-2 | Parcours |
| 27 | 11-01-1988 | Ford Australian Open Melbourne                | G. Chelem      | 711 450 $ | Dur (ext.)      | Martina Navrátilová Pam Shriver       | Wendy Turnbull      | 6-0, 7-5      | Parcours |

### Finale en double mixte
| No | Date       | Nom et lieu du tournoi | Catégorie | Surface      | Vainqueures                  | Partenaire    | Score    |          |
| -- | ---------- | ---------------------- | --------- | ------------ | ---------------------------- | ------------- | -------- | -------- |
| 1  | 26-08-1974 | US Open Forest Hills   | G. Chelem | Gazon (ext.) | Pam Teeguarden Geoff Masters | Jimmy Connors | 6-1, 7-6 | Parcours |

## Parcours en Grand Chelem

### En simple dames
| Année | Open d'Australie (janvier) | Open d'Australie (janvier) | Internationaux de France | Internationaux de France | Wimbledon      | Wimbledon           | US Open       | US Open             | Open d'Australie (décembre) | Open d'Australie (décembre) |
| ----- | -------------------------- | -------------------------- | ------------------------ | ------------------------ | -------------- | ------------------- | ------------- | ------------------- | --------------------------- | --------------------------- |
| 1971  | -                          | -                          | -                        | -                        | -              | -                   | 1/2 finale    | Billie Jean King    | n/a                         | n/a                         |
| 1972  | -                          | -                          | -                        | -                        | 1/2 finale     | Evonne Goolagong    | 1/2 finale    | Kerry Melville      | n/a                         | n/a                         |
| 1973  | -                          | -                          | Finale                   | Margaret Smith           | Finale         | Billie Jean King    | 1/2 finale    | Margaret Smith      | n/a                         | n/a                         |
| 1974  | Finale                     | Evonne Goolagong           | Victoire                 | Olga Morozova            | Victoire       | Olga Morozova       | 1/2 finale    | Evonne Goolagong    | n/a                         | n/a                         |
| 1975  | -                          | -                          | Victoire                 | Martina Navrátilová      | 1/2 finale     | Billie Jean King    | Victoire      | Evonne Goolagong    | n/a                         | n/a                         |
| 1976  | -                          | -                          | -                        | -                        | Victoire       | Evonne Goolagong    | Victoire      | Evonne Goolagong    | n/a                         | n/a                         |
| 1977  | -                          | -                          | -                        | -                        | 1/2 finale     | Virginia Wade       | Victoire      | Wendy Turnbull      | -                           | -                           |
| 1978  | n/a                        | n/a                        | -                        | -                        | Finale         | Martina Navrátilová | Victoire      | Pam Shriver         | -                           | -                           |
| 1979  | n/a                        | n/a                        | Victoire                 | Wendy Turnbull           | Finale         | Martina Navrátilová | Finale        | Tracy Austin        | -                           | -                           |
| 1980  | n/a                        | n/a                        | Victoire                 | Virginia Ruzici          | Finale         | Evonne Goolagong    | Victoire      | Hana Mandlíková     | -                           | -                           |
| 1981  | n/a                        | n/a                        | 1/2 finale               | Hana Mandlíková          | Victoire       | Hana Mandlíková     | 1/2 finale    | Martina Navrátilová | Finale                      | Martina Navrátilová         |
| 1982  | n/a                        | n/a                        | 1/2 finale               | Andrea Jaeger            | Finale         | Martina Navrátilová | Victoire      | Hana Mandlíková     | Victoire                    | Martina Navrátilová         |
| 1983  | n/a                        | n/a                        | Victoire                 | Mima Jaušovec            | 3e tour (1/16) | Kathy Jordan        | Finale        | Martina Navrátilová | -                           | -                           |
| 1984  | n/a                        | n/a                        | Finale                   | Martina Navrátilová      | Finale         | Martina Navrátilová | Finale        | Martina Navrátilová | Victoire                    | Helena Suková               |
| 1985  | n/a                        | n/a                        | Victoire                 | Martina Navrátilová      | Finale         | Martina Navrátilová | 1/2 finale    | Hana Mandlíková     | Finale                      | Martina Navrátilová         |
| 1986  | n/a                        | n/a                        | Victoire                 | Martina Navrátilová      | 1/2 finale     | Hana Mandlíková     | 1/2 finale    | Helena Suková       | n/a                         | n/a                         |
| 1987  | -                          | -                          | 1/2 finale               | Martina Navrátilová      | 1/2 finale     | Martina Navrátilová | 1/4 de finale | Lori McNeil         | n/a                         | n/a                         |
| 1988  | Finale                     | Steffi Graf                | 3e tour (1/16)           | Arantxa Sánchez          | 1/2 finale     | Martina Navrátilová | 1/2 finale    | Steffi Graf         | n/a                         | n/a                         |
| 1989  | -                          | -                          | -                        | -                        | 1/2 finale     | Steffi Graf         | 1/4 de finale | Zina Garrison       | n/a                         | n/a                         |

À droite du résultat, l’ultime adversaire.

### En double dames
| Année | Open d'Australie (janvier) | Open d'Australie (janvier) | Internationaux de France   | Internationaux de France    | Wimbledon                     | Wimbledon                   | US Open                     | US Open                     | Open d'Australie (décembre) | Open d'Australie (décembre) |
| ----- | -------------------------- | -------------------------- | -------------------------- | --------------------------- | ----------------------------- | --------------------------- | --------------------------- | --------------------------- | --------------------------- | --------------------------- |
| 1972  | -                          | -                          | -                          | -                           | 1er tour (1/32) C. Caldwell   | Laura duPont Mona Schallau  | 2e tour (1/8) Jeanne Evert  | Wendy Overton V. Ziegenfuss | n/a                         | n/a                         |
| 1973  | -                          | -                          | 1/2 finale Olga Morozova   | F. Dürr Betty Stöve         | 1er tour (1/32) V. Ziegenfuss | Julie Anthony Mona Schallau | 1/2 finale Olga Morozova    | Rosie Casals B. J. King     | n/a                         | n/a                         |
| 1974  | -                          | -                          | Victoire Olga Morozova     | Gail Sherriff K. Ebbinghaus | 1/2 finale Olga Morozova      | E. Goolagong Peggy Michel   | -                           | -                           | n/a                         | n/a                         |
| 1975  | -                          | -                          | Victoire Navrátilová       | Julie Anthony Olga Morozova | 1/4 de finale Navrátilová     | Gail Sherriff Helen Gourlay | 1/2 finale Navrátilová      | Rosie Casals B. J. King     | n/a                         | n/a                         |
| 1976  | -                          | -                          | -                          | -                           | Victoire Navrátilová          | B. J. King Betty Stöve      | -                           | -                           | n/a                         | n/a                         |
| 1977  | -                          | -                          | -                          | -                           | 2e tour (1/16) Rosie Casals   | Helen Cawley J. Russell     | -                           | -                           | -                           | -                           |
| 1978  | n/a                        | n/a                        | -                          | -                           | -                             | -                           | 1er tour (1/32) Betty Stöve | B. Nagelsen Pam Shriver     | -                           | -                           |
| 1979  | n/a                        | n/a                        | 1/4 de finale Rosie Casals | D. Fromholtz Marise Kruger  | 1/4 de finale Rosie Casals    | Mima Jaušovec V. Ruzici     | 1/2 finale Rosie Casals     | Betty Stöve W. Turnbull     | -                           | -                           |
| 1980  | n/a                        | n/a                        | 1/4 de finale W. Turnbull  | H. Mandlíková R. Tomanová   | 1/4 de finale V. Ruzici       | B. J. King Navrátilová      | 2e tour (1/16) V. Ruzici    | Ann Kiyomura B. Nagelsen    | -                           | -                           |
| 1981  | n/a                        | n/a                        | 1/4 de finale V. Ruzici    | B. Nagelsen Navrátilová     | 1/4 de finale Virginia Wade   | Kathy Jordan Anne Smith     | 3e tour (1/8) Betty Stöve   | Navrátilová Pam Shriver     | -                           | -                           |
| 1982  | n/a                        | n/a                        | -                          | -                           | 3e tour (1/8) Kathy Rinaldi   | Navrátilová Pam Shriver     | 3e tour (1/8) B. J. King    | Navrátilová Pam Shriver     | 2e tour (1/8) Andrea Jaeger | Rosie Casals W. Turnbull    |
| 1983  | n/a                        | n/a                        | 3e tour (1/8) Leslie Allen | I. Madruga C. Tanvier       | 3e tour (1/8) B. J. King      | Mima Jaušovec Kathy Jordan  | -                           | -                           | -                           | -                           |
| 1984  | n/a                        | n/a                        | -                          | -                           | 3e tour (1/8) C. Tanvier      | S. Cherneva L. Savchenko    | 1/4 de finale B. J. King    | B. Nagelsen Anne White      | 1/2 finale W. Turnbull      | Navrátilová Pam Shriver     |
| 1985  | n/a                        | n/a                        | 1/4 de finale P. Paradis   | Navrátilová Pam Shriver     | 1/4 de finale Jo Durie        | Navrátilová Pam Shriver     | 1/4 de finale C. Bassett    | Zina Garrison Kathy Rinaldi | 1/4 de finale C. Lindqvist  | Jo Durie Anne Hobbs         |
| 1986  | n/a                        | n/a                        | 3e tour (1/8) Anne White   | K. Maleeva M. Maleeva       | 2e tour (1/16) Anne White     | Gretchen Rush J. Russell    | -                           | -                           | n/a                         | n/a                         |
| 1987  | -                          | -                          | -                          | -                           | -                             | -                           | 3e tour (1/8) G. Fernández  | Navrátilová Pam Shriver     | n/a                         | n/a                         |
| 1988  | Finale W. Turnbull         | Navrátilová Pam Shriver    | -                          | -                           | 1/2 finale W. Turnbull        | Steffi Graf G. Sabatini     | 1/4 de finale W. Turnbull   | Patty Fendick Hetherington  | n/a                         | n/a                         |
| 1989  | -                          | -                          | -                          | -                           | 3e tour (1/8) H. Mandlíková   | G. Fernández Lori McNeil    | -                           | -                           | n/a                         | n/a                         |

Sous le résultat, la partenaire ; à droite, l’ultime équipe adverse.

### En double mixte
| Année | Open d'Australie (janvier), | Open d'Australie (janvier), | Internationaux de France | Internationaux de France | Wimbledon                    | Wimbledon                   | US Open                     | US Open                     | Open d'Australie (décembre), | Open d'Australie (décembre), |
| ----- | --------------------------- | --------------------------- | ------------------------ | ------------------------ | ---------------------------- | --------------------------- | --------------------------- | --------------------------- | ---------------------------- | ---------------------------- |
| 1971  | n/a                         | n/a                         | -                        | -                        | -                            | -                           | 2e tour (1/16) F. Froehling | Helen Gourlay Hank Irvine   | n/a                          | n/a                          |
| 1972  | n/a                         | n/a                         | -                        | -                        | 4e tour (1/8) E. van Dillen  | Pat Pretorius Pat Cramer    | 1/4 de finale Jimmy Connors | M. Smith Marty Riessen      | n/a                          | n/a                          |
| 1973  | n/a                         | n/a                         | -                        | -                        | 1/4 de finale Jimmy Connors  | K. Krantzcke John Cooper    | 1/2 finale Jimmy Connors    | M. Smith Marty Riessen      | n/a                          | n/a                          |
| 1974  | n/a                         | n/a                         | -                        | -                        | 3e tour (1/16) Jimmy Connors | V. Burton John Feaver       | Finale Jimmy Connors        | P. Teeguarden Geoff Masters | n/a                          | n/a                          |
| 1982  | n/a                         | n/a                         | -                        | -                        | 1er tour (1/32) John Evert   | Bettina Bunge Dick Stockton | -                           | -                           | n/a                          | n/a                          |
| 1983  | n/a                         | n/a                         | -                        | -                        | 1er tour (1/32) John Evert   | B. Nagelsen J. Fitzgerald   | -                           | -                           | n/a                          | n/a                          |

Sous le résultat, le partenaire ; à droite, l’ultime équipe adverse.

## Parcours aux Masters

### En simple dames
| #  | Date       | Nom de l'édition                            | ($)       | Surface         | Résultat       | Ultime adversaire   | Score         |          |
| -- | ---------- | ------------------------------------------- | --------- | --------------- | -------------- | ------------------- | ------------- | -------- |
| 1  | 07/10/1972 | Virginia Slims Championships Boca Raton     | 100 900   | Terre (ext.)    | Victoire       | Kerry Melville      | 7-5, 6-4      | Parcours |
| 2  | 15/10/1973 | Virginia Slims Championships Boca Raton     | 110 000   | Terre (ext.)    | Victoire       | Nancy Richey-Gunter | 6-3, 6-3      | Parcours |
| 3  | 14/10/1974 | Virginia Slims Championships Los Angeles    | 100 000   | Moquette (int.) | Finale         | Evonne Goolagong    | 6-3, 6-4      | Parcours |
| 4  | 02/04/1975 | Virginia Slims Championships Los Angeles    | 150 000   | Moquette (int.) | Victoire       | Martina Navrátilová | 6-4, 6-2      | Parcours |
| 5  | 12/04/1976 | Virginia Slims Championships Los Angeles    | 150 000   | Moquette (int.) | Finale         | Evonne Goolagong    | 6-3, 5-7, 6-3 | Parcours |
| 6  | 24/03/1977 | Virginia Slims Championships New York       | 150 000   | Moquette (int.) | Victoire       | Sue Barker          | 2-6, 6-1, 6-1 | Parcours |
| 7  | 01/11/1977 | Colgate Series Championships Palm Springs   | 250 000   | Dur (ext.)      | Victoire       | Billie Jean King    | 6-2, 6-2      | Parcours |
| 8  | 14/11/1978 | Colgate Series Championships Palm Springs   | 250 000   | Dur (ext.)      | Victoire       | Martina Navrátilová | 6-3, 6-3      | Parcours |
| 9  | 19/03/1979 | Avon Circuit Championships New York         | 275 000   | Moquette (int.) | 1/4 de finale  | Dianne Fromholtz    | 6-2, 6-3      | Parcours |
| 10 | 02/01/1980 | Colgate Series Championships Washington     | 250 000   | Moquette (int.) | 1/2 finale     | Tracy Austin        | 6-3, 6-0      | Parcours |
| 11 | 07/01/1981 | Colgate Series Championships Washington     | 250 000   | Moquette (int.) | 1/4 de finale  | Andrea Jaeger       | Forfait       | Parcours |
| 12 | 14/12/1981 | Toyota Series Championships East Rutherford | 250 000   | Dur (int.)      | 1/2 finale     | Tracy Austin        | 6-1, 6-2      | Parcours |
| 13 | 13/12/1982 | Toyota Series Championships East Rutherford | 300 000   | Dur (int.)      | Finale         | Martina Navrátilová | 4-6, 6-1, 6-2 | Parcours |
| 14 | 21/03/1983 | Virginia Slims Championships New York       | 350 000   | Moquette (int.) | Finale         | Martina Navrátilová | 6-2, 6-0      | Parcours |
| 15 | 27/02/1984 | Virginia Slims Championships New York       | 500 000   | Moquette (int.) | Finale         | Martina Navrátilová | 6-3, 7-5, 6-1 | Parcours |
| 16 | 18/03/1985 | Virginia Slims Championships New York       | 500 000   | Moquette (int.) | 1er tour (1/8) | Kathy Jordan        | 6-2, 1-6, 6-2 | Parcours |
| 17 | 17/03/1986 | Virginia Slims Championships New York       | 500 000   | Moquette (int.) | 1/2 finale     | Hana Mandlíková     | 6-3, 7-5      | Parcours |
| 18 | 16/11/1987 | Virginia Slims Championships New York       | 500 000   | Moquette (int.) | 1er tour (1/8) | Sylvia Hanika       | 6-4, 6-4      | Parcours |
| 19 | 14/11/1988 | Virginia Slims Championships New York       | 1 000 000 | Moquette (int.) | 1/4 de finale  | Pam Shriver         | 7-5, 6-4      | Parcours |

### En double dames
| # | Date       | Nom de l'édition                        | ($)     | Surface         | Résultat   | Partenaire          | Ultimes adversaires                  | Score         |          |
| - | ---------- | --------------------------------------- | ------- | --------------- | ---------- | ------------------- | ------------------------------------ | ------------- | -------- |
| 1 | 19/04/1976 | Bridgestone Doubles Tokyo               | 100 000 |                 | 1/2 finale | Martina Navrátilová | Billie Jean King Betty Stöve         | 7-5, 6-4      | Parcours |
| 2 | 19/03/1979 | Avon Circuit Championships New York     | 275 000 | Moquette (int.) | 1/2 finale | Rosie Casals        | Sue Barker Ann Kiyomura              | 6-4, 2-6, 6-2 | Parcours |
| 3 | 02/01/1980 | Colgate Series Championships Washington | 250 000 | Moquette (int.) | Finale     | Rosie Casals        | Billie Jean King Martina Navrátilová | 6-4, 6-3      | Parcours |

## Parcours aux Jeux olympiques

### En simple dames
| # | Date       | Nom de l'olympiade | Surface    | Résultat      | Ultime adversaire | Score         |          |
| - | ---------- | ------------------ | ---------- | ------------- | ----------------- | ------------- | -------- |
| 1 | 20/09/1988 | Olympics Séoul     | Dur (ext.) | 3e tour (1/8) | Raffaella Reggi   | 2-6, 6-4, 6-1 | Parcours |

## Parcours en Coupe de la Fédération
| #                                                                              | Date       | Lieu        | Surface                          | Gagnante(s)                        | Perdante(s)                        | Score         |          |
|                                                                                |            |             |                                  |                                    |                                    |               |          |
| 1977 - 1er tour (groupe mondial) - États-Unis - Autriche - 3 : 0               |            |             |                                  |                                    |                                    |               |          |
| 1                                                                              | 13/06/1977 | Eastbourne  | Herbe (ext.)                     | Chris Evert                        | Sabine Bernegger                   | 6-0, 6-0      | Parcours |
| 1                                                                              | 13/06/1977 | Eastbourne  | Herbe (ext.)                     | Rosie Casals Chris Evert           | Sabine Bernegger Helena Wimmer     | 6-0, 6-1      | Parcours |
|                                                                                |            |             |                                  |                                    |                                    |               |          |
| 1977 - 2e tour (groupe mondial) - États-Unis - Suisse - 3 : 0                  |            |             |                                  |                                    |                                    |               |          |
| 2                                                                              | 13/06/1977 | Eastbourne  | Herbe (ext.)                     | Chris Evert                        | Anne-Marie Ruegg                   | 6-3, 6-0      | Parcours |
| 2                                                                              | 13/06/1977 | Eastbourne  | Herbe (ext.)                     | Rosie Casals Chris Evert           | Petra Delhees Monica Simmen        | 6-0, 7-5      | Parcours |
|                                                                                |            |             |                                  |                                    |                                    |               |          |
| 1977 - 1/4 de finale (groupe mondial) - États-Unis - France - 3 : 0            |            |             |                                  |                                    |                                    |               |          |
| 3                                                                              | 13/06/1977 | Eastbourne  | Herbe (ext.)                     | Chris Evert                        | Françoise Dürr                     | 6-1, 6-3      | Parcours |
| 3                                                                              | 13/06/1977 | Eastbourne  | Herbe (ext.)                     | Rosie Casals Chris Evert           | Françoise Dürr Gail Sherriff       | 6-3, 7-5      | Parcours |
|                                                                                |            |             |                                  |                                    |                                    |               |          |
| 1977 - 1/2 finale (groupe mondial) - États-Unis - Afrique du Sud - 3 : 0       |            |             |                                  |                                    |                                    |               |          |
| 4                                                                              | 13/06/1977 | Eastbourne  | Herbe (ext.)                     | Chris Evert                        | Brigitte Cuypers                   | 6-1, 6-1      | Parcours |
| 4                                                                              | 13/06/1977 | Eastbourne  | Herbe (ext.)                     | Rosie Casals Chris Evert           | Linky Boshoff Ilana Kloss          | 6-0, 3-6, 9-7 | Parcours |
|                                                                                |            |             |                                  |                                    |                                    |               |          |
| 1977 - Finale (groupe mondial) - États-Unis - Australie - 2 : 1                |            |             |                                  |                                    |                                    |               |          |
| 5                                                                              | 13/06/1977 | Eastbourne  | Herbe (ext.)                     | Chris Evert                        | Kerry Reid                         | 7-5, 6-3      | Parcours |
| 5                                                                              | 13/06/1977 | Eastbourne  | Herbe (ext.)                     | Kerry Reid Wendy Turnbull          | Rosie Casals Chris Evert           | 6-3, 6-3      | Parcours |
|                                                                                |            |             |                                  |                                    |                                    |               |          |
| 1978 - 1er tour (groupe mondial) - États-Unis - Corée du Sud - 3 : 0           |            |             |                                  |                                    |                                    |               |          |
| 6                                                                              | 27/11/1978 | Melbourne   |                                  | Chris Evert                        | Han Yoon-ja                        | 6-1, 6-0      | Parcours |
| 6                                                                              | 27/11/1978 | Melbourne   | Chris Evert Billie Jean King     | Cha Eun-jeong Choi Kyeong-mi       | 6-1, 6-0                           |               | Parcours |
|                                                                                |            |             |                                  |                                    |                                    |               |          |
| 1978 - 2e tour (groupe mondial) - États-Unis - Nouvelle-Zélande - 3 : 0        |            |             |                                  |                                    |                                    |               |          |
| 7                                                                              | 27/11/1978 | Melbourne   |                                  | Chris Evert                        | Judy Connor                        | 6-1, 6-1      | Parcours |
| 7                                                                              | 27/11/1978 | Melbourne   | Chris Evert Billie Jean King     | Judy Connor Chris Newton           | 6-1, 6-1                           |               | Parcours |
|                                                                                |            |             |                                  |                                    |                                    |               |          |
| 1978 - 1/4 de finale (groupe mondial) - États-Unis - France - 3 : 0            |            |             |                                  |                                    |                                    |               |          |
| 8                                                                              | 27/11/1978 | Melbourne   |                                  | Chris Evert                        | Brigitte Simon                     | 6-2, 6-2      | Parcours |
| 8                                                                              | 27/11/1978 | Melbourne   | Chris Evert Billie Jean King     | Françoise Dürr Gail Sherriff       | 5-7, 6-3, 6-2                      |               | Parcours |
|                                                                                |            |             |                                  |                                    |                                    |               |          |
| 1978 - 1/2 finale (groupe mondial) - États-Unis - Grande-Bretagne - 3 : 0      |            |             |                                  |                                    |                                    |               |          |
| 9                                                                              | 27/11/1978 | Melbourne   |                                  | Chris Evert                        | Virginia Wade                      | 6-2, 6-4      | Parcours |
|                                                                                |            |             |                                  |                                    |                                    |               |          |
| 1978 - Finale (groupe mondial) - Australie - États-Unis - 1 : 2                |            |             |                                  |                                    |                                    |               |          |
| 10                                                                             | 27/11/1978 | Melbourne   |                                  | Chris Evert                        | Wendy Turnbull                     | 3-6, 6-1, 6-1 | Parcours |
| 10                                                                             | 27/11/1978 | Melbourne   | Chris Evert Billie Jean King     | Kerry Reid Wendy Turnbull          | 4-6, 6-1, 6-4                      |               | Parcours |
|                                                                                |            |             |                                  |                                    |                                    |               |          |
| 1979 - 2e tour (groupe mondial) - États-Unis - Allemagne de l'Ouest - 3 : 0    |            |             |                                  |                                    |                                    |               |          |
| 11                                                                             | 30/04/1979 | Madrid      | Terre (ext.)                     | Chris Evert                        | Sylvia Hanika                      | 6-4, 6-2      | Parcours |
| 11                                                                             | 30/04/1979 | Madrid      | Terre (ext.)                     | Rosie Casals Chris Evert           | Katja Ebbinghaus Sylvia Hanika     | 6-1, 6-4      | Parcours |
|                                                                                |            |             |                                  |                                    |                                    |               |          |
| 1979 - 1/4 de finale (groupe mondial) - États-Unis - France - 3 : 0            |            |             |                                  |                                    |                                    |               |          |
| 12                                                                             | 30/04/1979 | Madrid      | Terre (ext.)                     | Chris Evert                        | Brigitte Simon                     | 6-0, 6-0      | Parcours |
| 12                                                                             | 30/04/1979 | Madrid      | Terre (ext.)                     | Rosie Casals Chris Evert           | Françoise Dürr Frederique Thibault | 6-1, 6-4      | Parcours |
|                                                                                |            |             |                                  |                                    |                                    |               |          |
| 1979 - 1/2 finale (groupe mondial) - États-Unis - URSS - 2 : 0                 |            |             |                                  |                                    |                                    |               |          |
| 13                                                                             | 30/04/1979 | Madrid      | Terre (ext.)                     | Chris Evert                        | Olga Morozova                      | 6-4, 8-6      | Parcours |
|                                                                                |            |             |                                  |                                    |                                    |               |          |
| 1979 - Finale (groupe mondial) - États-Unis - Australie - 3 : 0                |            |             |                                  |                                    |                                    |               |          |
| 14                                                                             | 30/04/1979 | Madrid      | Terre (ext.)                     | Chris Evert                        | Dianne Fromholtz                   | 2-6, 6-3, 8-6 | Parcours |
|                                                                                |            |             |                                  |                                    |                                    |               |          |
| 1980 - 2e tour (groupe mondial) - États-Unis - Nouvelle-Zélande - 3 : 0        |            |             |                                  |                                    |                                    |               |          |
| 15                                                                             | 19/05/1980 | Berlin      | Terre (ext.)                     | Chris Evert                        | Brenda Perry                       | 6-1, 1-0, ab. | Parcours |
|                                                                                |            |             |                                  |                                    |                                    |               |          |
| 1980 - 1/4 de finale (groupe mondial) - États-Unis - URSS - 3 : 0              |            |             |                                  |                                    |                                    |               |          |
| 16                                                                             | 19/05/1980 | Berlin      | Terre (ext.)                     | Chris Evert                        | Olga Zaitseva                      | 6-0, 6-2      | Parcours |
|                                                                                |            |             |                                  |                                    |                                    |               |          |
| 1980 - 1/2 finale (groupe mondial) - États-Unis - Tchécoslovaquie - 3 : 0      |            |             |                                  |                                    |                                    |               |          |
| 17                                                                             | 19/05/1980 | Berlin      | Terre (ext.)                     | Chris Evert                        | Renáta Tomanová                    | 6-1, 6-3      | Parcours |
|                                                                                |            |             |                                  |                                    |                                    |               |          |
| 1980 - Finale (groupe mondial) - États-Unis - Australie - 3 : 0                |            |             |                                  |                                    |                                    |               |          |
| 18                                                                             | 19/05/1980 | Berlin      | Terre (ext.)                     | Chris Evert                        | Dianne Fromholtz                   | 4-6, 6-1, 6-1 | Parcours |
|                                                                                |            |             |                                  |                                    |                                    |               |          |
| 1981 - 1er tour (groupe mondial) - États-Unis - Corée du Sud - 3 : 0           |            |             |                                  |                                    |                                    |               |          |
| 19                                                                             | 09/11/1981 | Tokyo       | Terre (ext.)                     | Chris Evert                        | Duk-Hee Lee                        | 6-1, 6-3      | Parcours |
|                                                                                |            |             |                                  |                                    |                                    |               |          |
| 1981 - 2e tour (groupe mondial) - États-Unis - Espagne - 3 : 0                 |            |             |                                  |                                    |                                    |               |          |
| 20                                                                             | 09/11/1981 | Tokyo       | Terre (ext.)                     | Chris Evert                        | Carmen Perea-Alcala                | 6-2, 6-0      | Parcours |
|                                                                                |            |             |                                  |                                    |                                    |               |          |
| 1981 - 1/4 de finale (groupe mondial) - États-Unis - Roumanie - 3 : 0          |            |             |                                  |                                    |                                    |               |          |
| 21                                                                             | 09/11/1981 | Tokyo       | Terre (ext.)                     | Chris Evert                        | Virginia Ruzici                    | 6-1, 6-2      | Parcours |
|                                                                                |            |             |                                  |                                    |                                    |               |          |
| 1981 - 1/2 finale (groupe mondial) - États-Unis - Suisse - 3 : 0               |            |             |                                  |                                    |                                    |               |          |
| 22                                                                             | 09/11/1981 | Tokyo       | Terre (ext.)                     | Chris Evert                        | Petra Delhees                      | 6-2, 6-2      | Parcours |
|                                                                                |            |             |                                  |                                    |                                    |               |          |
| 1981 - Finale (groupe mondial) - États-Unis - Grande-Bretagne - 3 : 0          |            |             |                                  |                                    |                                    |               |          |
| 23                                                                             | 09/11/1981 | Tokyo       | Terre (ext.)                     | Chris Evert                        | Sue Barker                         | 6-2, 6-1      | Parcours |
|                                                                                |            |             |                                  |                                    |                                    |               |          |
| 1982 - 1er tour (groupe mondial) - États-Unis - Indonésie - 3 : 0              |            |             |                                  |                                    |                                    |               |          |
| 24                                                                             | 19/07/1982 | Santa Clara | Dur (ext.)                       | Chris Evert                        | Sri Utaminingsih                   | 6-2, 6-1      | Parcours |
| 24                                                                             | 19/07/1982 | Santa Clara | Dur (ext.)                       | Chris Evert Martina Navrátilová    | Suzanna Wibowo Sri Utaminingsih    | 6-0, 6-0      | Parcours |
|                                                                                |            |             |                                  |                                    |                                    |               |          |
| 1982 - 2e tour (groupe mondial) - États-Unis - Mexique - 3 : 0                 |            |             |                                  |                                    |                                    |               |          |
| 25                                                                             | 19/07/1982 | Santa Clara | Dur (ext.)                       | Chris Evert                        | Claudia Hernandez                  | 6-2, 6-2      | Parcours |
|                                                                                |            |             |                                  |                                    |                                    |               |          |
| 1982 - 1/4 de finale (groupe mondial) - États-Unis - Brésil - 3 : 0            |            |             |                                  |                                    |                                    |               |          |
| 26                                                                             | 19/07/1982 | Santa Clara | Dur (ext.)                       | Chris Evert                        | Cláudia Monteiro                   | 6-3, 6-1      | Parcours |
| 26                                                                             | 19/07/1982 | Santa Clara | Dur (ext.)                       | Chris Evert Martina Navrátilová    | Pat Medrado Cláudia Monteiro       | 6-2, 6-0      | Parcours |
|                                                                                |            |             |                                  |                                    |                                    |               |          |
| 1982 - 1/2 finale (groupe mondial) - États-Unis - Tchécoslovaquie - 3 : 0      |            |             |                                  |                                    |                                    |               |          |
| 27                                                                             | 19/07/1982 | Santa Clara | Dur (ext.)                       | Chris Evert                        | Helena Suková                      | 6-1, 6-2      | Parcours |
| 27                                                                             | 19/07/1982 | Santa Clara | Dur (ext.)                       | Chris Evert Martina Navrátilová    | Hana Mandlíková Helena Suková      | 6-3, 6-2      | Parcours |
|                                                                                |            |             |                                  |                                    |                                    |               |          |
| 1982 - Finale (groupe mondial) - États-Unis - Allemagne de l'Ouest - 3 : 0     |            |             |                                  |                                    |                                    |               |          |
| 28                                                                             | 19/07/1982 | Santa Clara | Dur (ext.)                       | Chris Evert                        | Claudia Kohde-Kilsch               | 2-6, 6-1, 6-3 | Parcours |
| 28                                                                             | 19/07/1982 | Santa Clara | Dur (ext.)                       | Chris Evert Martina Navrátilová    | Bettina Bunge Claudia Kohde-Kilsch | 3-6, 6-1, 6-2 | Parcours |
|                                                                                |            |             |                                  |                                    |                                    |               |          |
| 1986 - 2e tour (groupe mondial) - États-Unis - Espagne - 3 : 0                 |            |             |                                  |                                    |                                    |               |          |
| 29                                                                             | 22/07/1986 | Prague      | Terre (ext.)                     | Chris Evert                        | María José Llorca                  | 6-1, 6-0      | Parcours |
|                                                                                |            |             |                                  |                                    |                                    |               |          |
| 1986 - 1/4 de finale (groupe mondial) - États-Unis - Italie - 2 : 1            |            |             |                                  |                                    |                                    |               |          |
| 30                                                                             | 22/07/1986 | Prague      | Terre (ext.)                     | Sandra Cecchini                    | Chris Evert                        | 3-6, 6-4, 6-3 | Parcours |
|                                                                                |            |             |                                  |                                    |                                    |               |          |
| 1986 - 1/2 finale (groupe mondial) - États-Unis - Allemagne de l'Ouest - 3 : 0 |            |             |                                  |                                    |                                    |               |          |
| 31                                                                             | 22/07/1986 | Prague      | Terre (ext.)                     | Chris Evert                        | Bettina Bunge                      | 6-3, 6-4      | Parcours |
|                                                                                |            |             |                                  |                                    |                                    |               |          |
| 1986 - Finale (groupe mondial) - Tchécoslovaquie - États-Unis - 0 : 3          |            |             |                                  |                                    |                                    |               |          |
| 32                                                                             | 20/07/1986 | Prague      | Terre (ext.)                     | Chris Evert                        | Helena Suková                      | 7-5, 7-65     | Parcours |
|                                                                                |            |             |                                  |                                    |                                    |               |          |
| 1987 - 1er tour (groupe mondial) - États-Unis - Japon - 3 : 0                  |            |             |                                  |                                    |                                    |               |          |
| 33                                                                             | 28/07/1987 | Vancouver   |                                  | Chris Evert                        | Etsuko Inoue                       | 6-2, 6-4      | Parcours |
| 33                                                                             | 28/07/1987 | Vancouver   | Chris Evert Zina Garrison        | Etsuko Inoue Akiko Kijimuta        | 6-2, 7-5                           |               | Parcours |
|                                                                                |            |             |                                  |                                    |                                    |               |          |
| 1987 - 2e tour (groupe mondial) - États-Unis - France - 3 : 0                  |            |             |                                  |                                    |                                    |               |          |
| 34                                                                             | 28/07/1987 | Vancouver   |                                  | Chris Evert                        | Nathalie Tauziat                   | 6-1, 6-0      | Parcours |
| 34                                                                             | 28/07/1987 | Vancouver   | Chris Evert Pam Shriver          | Isabelle Demongeot Catherine Suire | 6-3, 6-3                           |               | Parcours |
|                                                                                |            |             |                                  |                                    |                                    |               |          |
| 1987 - 1/4 de finale (groupe mondial) - États-Unis - Grande-Bretagne - 3 : 0   |            |             |                                  |                                    |                                    |               |          |
| 35                                                                             | 28/07/1987 | Vancouver   |                                  | Chris Evert                        | Jo Durie                           | 6-3, 6-1      | Parcours |
|                                                                                |            |             |                                  |                                    |                                    |               |          |
| 1987 - 1/2 finale (groupe mondial) - États-Unis - Bulgarie - 3 : 0             |            |             |                                  |                                    |                                    |               |          |
| 36                                                                             | 28/07/1987 | Vancouver   |                                  | Chris Evert                        | Manuela Maleeva                    | 6-2, 2-6, 6-4 | Parcours |
| 36                                                                             | 28/07/1987 | Vancouver   | Chris Evert Pam Shriver          | Katerina Maleeva Dora Rangelova    | 6-1, 6-1                           |               | Parcours |
|                                                                                |            |             |                                  |                                    |                                    |               |          |
| 1987 - Finale (groupe mondial) - États-Unis - Allemagne de l'Ouest - 1 : 2     |            |             |                                  |                                    |                                    |               |          |
| 37                                                                             | 26/07/1987 | Vancouver   |                                  | Steffi Graf                        | Chris Evert                        | 6-2, 6-1      | Parcours |
| 37                                                                             | 26/07/1987 | Vancouver   | Steffi Graf Claudia Kohde-Kilsch | Chris Evert Pam Shriver            | 1-6, 7-5, 6-4                      |               | Parcours |
|                                                                                |            |             |                                  |                                    |                                    |               |          |
| 1989 - 1er tour (groupe mondial) - États-Unis - Grèce - 3 : 0                  |            |             |                                  |                                    |                                    |               |          |
| 38                                                                             | 03/10/1989 | Tokyo       | Dur (ext.)                       | Chris Evert                        | Christína Papadáki                 | 6-0, 6-1      | Parcours |
|                                                                                |            |             |                                  |                                    |                                    |               |          |
| 1989 - 2e tour (groupe mondial) - États-Unis - Danemark - 3 : 0                |            |             |                                  |                                    |                                    |               |          |
| 39                                                                             | 03/10/1989 | Tokyo       | Dur (ext.)                       | Chris Evert                        | Karin Ptaszek                      | 6-1, 6-1      | Parcours |
|                                                                                |            |             |                                  |                                    |                                    |               |          |
| 1989 - 1/4 de finale (groupe mondial) - États-Unis - Autriche - 3 : 0          |            |             |                                  |                                    |                                    |               |          |
| 40                                                                             | 03/10/1989 | Tokyo       | Dur (ext.)                       | Chris Evert                        | Judith Wiesner                     | 6-1, 6-0      | Parcours |
|                                                                                |            |             |                                  |                                    |                                    |               |          |
| 1989 - 1/2 finale (groupe mondial) - États-Unis - Tchécoslovaquie - 2 : 0      |            |             |                                  |                                    |                                    |               |          |
| 41                                                                             | 03/10/1989 | Tokyo       | Dur (ext.)                       | Chris Evert                        | Jana Novotná                       | 6-2, 6-3      | Parcours |
|                                                                                |            |             |                                  |                                    |                                    |               |          |
| 1989 - Finale (groupe mondial) - États-Unis - Espagne - 3 : 0                  |            |             |                                  |                                    |                                    |               |          |
| 42                                                                             | 01/10/1989 | Tokyo       | Dur (ext.)                       | Chris Evert                        | Conchita Martínez                  | 6-3, 6-2      | Parcours |

## Classements WTA en fin de saison

### En simple
| Année | 1973 | 1974 | 1975 | 1976 | 1977 | 1978 | 1979 | 1980 | 1981 | 1982 | 1983 | 1984 | 1985 | 1986 | 1987 | 1988 | 1989 |
| Rang  | 4    | 3    | 1    | 1    | 1    | 2    | 2    | 1    | 1    | 2    | 2    | 2    | 2    | 2    | 3    | 3    | 10   |

Source : (en) « Classements de Chris Evert », sur le site officiel du WTA Tour

## Périodes au rang de numéro un mondiale
| # | Précédée par        | Dates                   | Suivie par          | Nombre de semaines | Cumul |
| - | ------------------- | ----------------------- | ------------------- | ------------------ | ----- |
| 1 | n/a                 | 03/11/1975 - 25/04/1976 | Evonne Goolagong    | 25                 | 25    |
| 2 | Evonne Goolagong    | 10/05/1976 - 09/07/1978 | Martina Navrátilová | 113                | 138   |
| 3 | Martina Navrátilová | 14/01/1979 - 27/01/1979 | Martina Navrátilová | 2                  | 140   |
| 4 | Martina Navrátilová | 25/02/1979 - 15/04/1979 | Martina Navrátilová | 7                  | 147   |
| 5 | Martina Navrátilová | 25/06/1979 - 09/09/1979 | Martina Navrátilová | 11                 | 158   |
| 6 | Tracy Austin        | 18/11/1980 - 02/05/1982 | Martina Navrátilová | 76                 | 234   |
| 7 | Martina Navrátilová | 17/05/1982 - 13/06/1982 | Martina Navrátilová | 4                  | 238   |
| 8 | Martina Navrátilová | 10/06/1985 - 13/10/1985 | Martina Navrátilová | 18                 | 256   |
| 9 | Martina Navrátilová | 28/10/1985 - 24/11/1985 | Martina Navrátilová | 4                  | 260   |

## Records et statistiques
Classement WTA et ITF :
- Semaines cumulées en tant que première joueuse mondiale : 260, 4e performance derrière Graf,Serena Williams et Navrátilová.
- Semaines consécutives en tant que no 1 mondiale WTA : 112, entre mai 1976 et juillet 1978.
- Saisons achevées en tant que no 1 mondiale WTA : 5, en 1975, 1976, 1977, 1980, et 1981.
- Titres de Championne du Monde FIT : 3, en 1978, 1980, et 1981.

Grands Chelems et Majeurs :
- 22 titres majeurs : 18 titres du Grand Chelem et 4 Masters.
- 18 titres du Grand Chelem (Margaret Court 24, Serena Williams 23, Steffi Graf 22, Helen Wills 19, Martina Navrátilová 18), dont au minimum un par an pendant 13 années consécutives.
- Grand Chelem en carrière : réalisé en 1982.
- Grand Chelem de finales : 1984, année où elle accède également à la finale des Masters.
- Record de Petits Chelems de finales : 5, en 1974, 1979, 1980, 1982, et 1985.
- Première vainqueur des Masters en 1972.

Tournois du Grand Chelem :
- Record de titres à Roland-Garros : 7, en 1974, 1975, 1979, 1980, 1983, 1985, et 1986.
- Record de titres à l'US Open : 6, en 1975, 1976, 1977, 1978, 1980, et 1982.
- Record de titres consécutifs à l'US Open : 4, en 1975, 1976, 1977, et 1978.
- Record du pourcentage de titres à Roland-Garros : 53,8 % (7 titres pour 13 participations).

Finales, demi-finales, et quarts de finale en Grand Chelem et Majeurs :
- Finales disputées en Majeurs : 42.
- Record de finales disputées en Grand Chelem : 34.
- Record de finales disputées à Roland-Garros : 9, en 1973, 1974, 1975, 1979, 1980, 1983, 1984, 1985, et 1986.
- Record de finales disputées à l'US Open : 9, en 1975, 1976, 1977, 1978, 1979, 1980, 1982, 1983, et 1984.
- Record de finales consécutives disputées à Roland-Garros : 4, de 1983 à 1986.
- Record de finales consécutives disputées à l'US Open : 6, de 1975 à 1980.
- Record du pourcentage de finales en Grand Chelem : 60,7 % (34 finales pour 56 participations).
- Record du pourcentage de finales disputées à l'Open d'Australie : 100 % (6 finales pour 6 participations).
- Record du pourcentage de finales disputées à Roland-Garros : 69,2 % (9 finales pour 13 participations).
- Record de demi-finales disputées en Majeurs : 66.
- Record de demi-finales disputées en Grand Chelem : 52.
- Record du pourcentage de demi-finales disputées en Grand Chelem : 92,9 % (52 demies pour 56 participations).
- Record de demi-finales disputées à Roland-Garros : 12.
- Record de demi-finales disputées à Wimbledon : 17.
- Record de demi-finales disputées à l'US Open : 17.
- Record de demi-finales consécutives disputées à l'US Open : 16.
- Record du pourcentage de demi-finales disputées à l'Open d'Australie : 100 % (6 demies en 6 participations).
- Record du pourcentage de demi-finales disputées à Roland-Garros : 92,3 % (12 demies en 13 participations).
- Record du pourcentage de demi-finales disputées à Wimbledon : 94,4 % (17 demies en 18 participations).
- Record du pourcentage de demi-finales disputées à l'US Open : 89,5 % (17 demies en 19 participations).
- Record de quarts de finale disputés en Grand Chelem : 54.
- Record de quarts de finale et de quarts de finale consécutifs disputés à l'US Open : 19, entre 1971 et 1989.
- Record du nombre de sets consécutifs remportés à l'US Open : 46, entre 1975 et 1979.

Titres, victoires, et séries :
- 154 titres en simple[9], contre 167 pour Navrátilová (mais cette dernière a joué 343 tournois pour atteindre ce total, contre 289 pour Evert[réf. souhaitée]) ;
- Record du ratio de victoires en carrière : 90,03 % (1309 victoires pour 145 défaites ; 43 de ces 145 défaites ont été concédées face à Navrátilová).
- Record du pourcentage de victoires sur terre battue en carrière : 94,2 % (312 victoires pour 20 défaites).
- De 1971 à 1988, a toujours remporté au moins un tournoi.
- A gagné 125 matchs consécutifs sur terre battue de 1973 à mai 1979 (série interrompue par Tracy Austin en demi-finale des Internationaux d'Italie).